# Airaines
Pour les articles homonymes, voir Airaines (homonymie).
Airaines est une commune française située dans le département de la Somme en région Hauts-de-France.

## Géographie

### Localisation
Airaines est un bourg picard situé aux confins du Vimeu, proche de l'Amiénois.
À vol d'oiseau, la commune est située à 6 km au sud-ouest de Longpré-les-Corps-Saints, 17 km au sud-est d'Abbeville et à 27 km au nord-ouest d'Amiens.
Le territoire de la commune est limitrophe de ceux de dix communes.
Les communes limitrophes sont  Allery, Bettencourt-Rivière, Fontaine-sur-Somme, Hallencourt, Hangest-sur-Somme, Laleu, Longpré-les-Corps-Saints, Métigny, Quesnoy-sur-Airaines et Tailly.

### Géologie et relief
Le sol et le sous-sol de la commune sont de nature tertiaire et quaternaire. La terre végétale est peu épaisse sur le plateau et plus épaisse sur le versant des vallées. Le fond des vallées et composé de tourbe.
Le bourg d'Airaines est construit sur un promontoire situé entre deux vallées. Plusieurs vallons descendent vers la vallée principale.

### Hydrographie

#### Réseau hydrographique

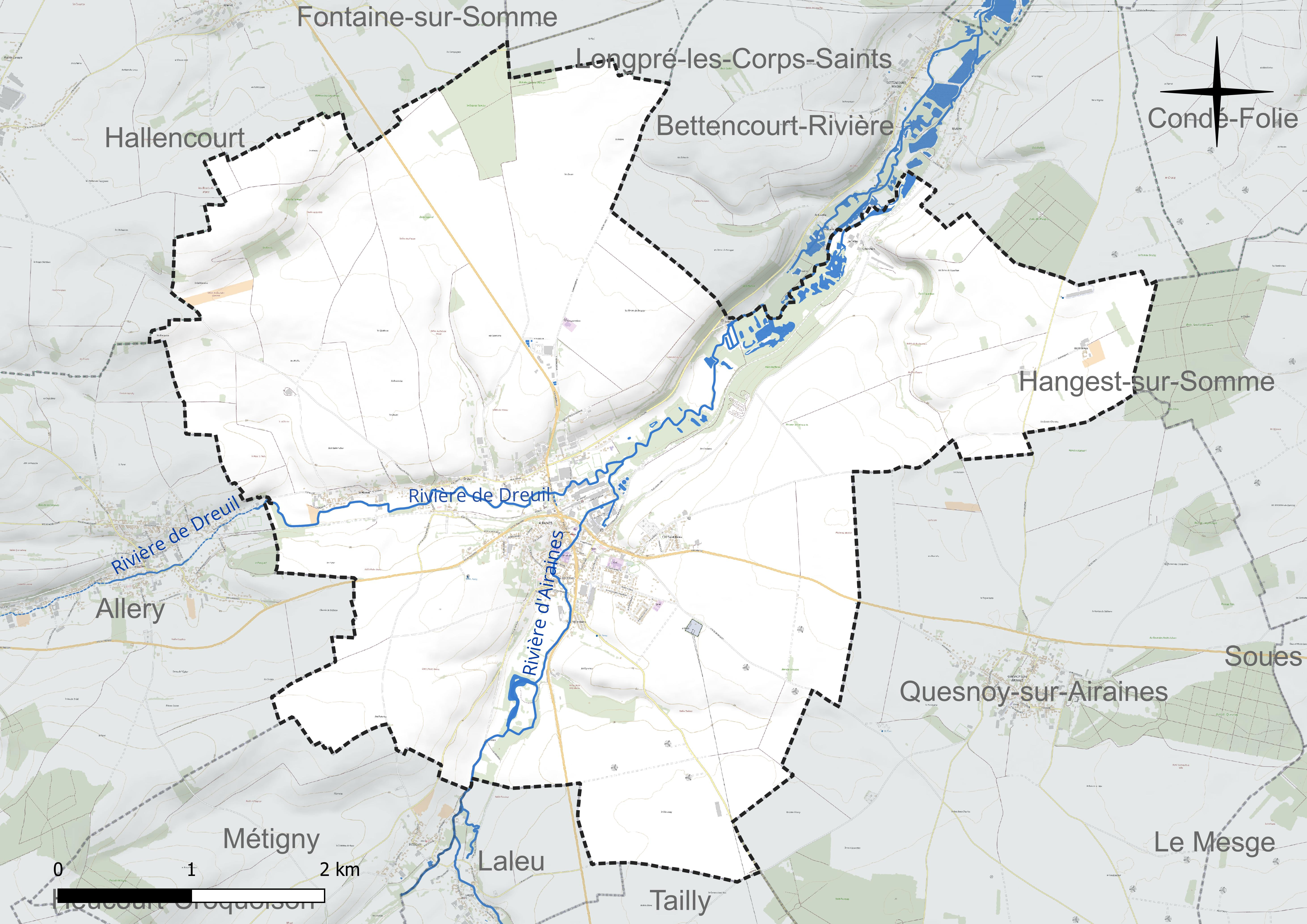
Réseau hydrographique d'Airaines.

La commune est située dans le bassin Artois-Picardie. Elle est drainée par la rivière d'Airaines, la rivière de Dreuil, le ruisseau Nitrolac et un autre petit cours d'eau.
L'Airaines, d'une longueur de 13 km, prend sa source dans la commune de Métigny et se jette  dans la Somme canalisée à L'Étoile, après avoir traversé sept communes. Les caractéristiques hydrologiques de l'Airaines sont données par la station hydrologique située sur la commune. Le débit moyen mensuel est de 1,62 m3/s. Le débit moyen journalier maximum est de 2,7 m3/s, atteint lors de la crue du 3 février 2021. Le débit instantané maximal est quant à lui de 3,48 m3/s, atteint le 7 août 2021.
L'exploitation de la tourbe est à l'origine de la création d'étangs artificiels (intailles en picard).
Une quinzaine de moulins ont été exploités à Airaines sur la rivière. Le dernier d'entre eux, le moulin Debrie, situé ruelle Mérin, avait été implanté avant 1639. Il a été détruit par un incendie en 2022, malgré les souhaits de la commune de le voir rénové et remis occasionnellement en fonctionnement

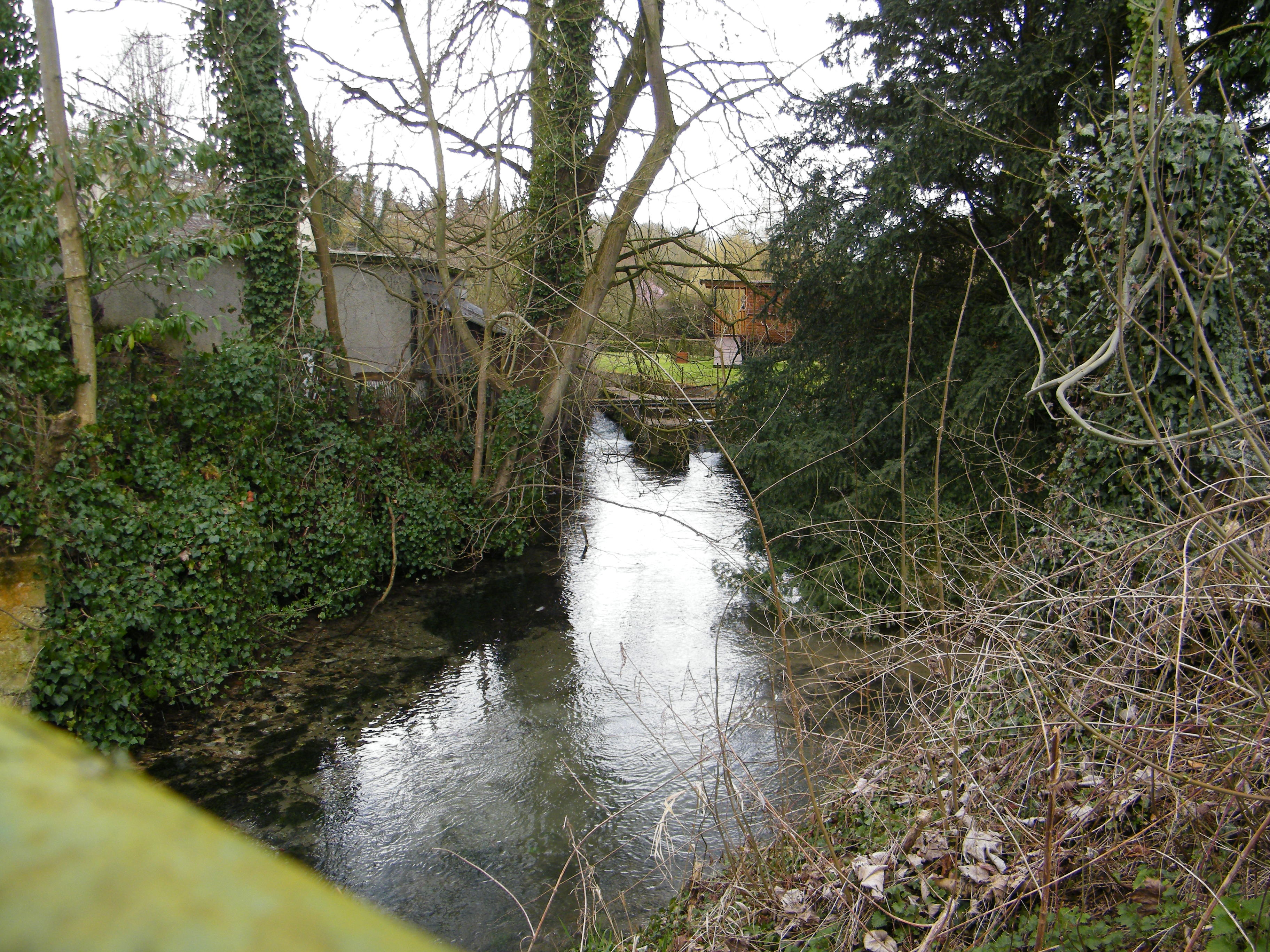
L'Airaines.
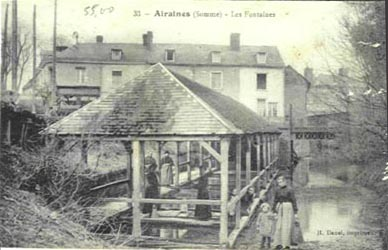
Moulin, avant 1914.

#### Gestion et qualité des eaux
Le territoire communal est couvert par le schéma d'aménagement et de gestion des eaux (SAGE) « Somme aval et Cours d'eau côtiers ». Ce document de planification concerne un territoire de 1 835 km2 de superficie, délimité par le bassin versant de la Somme canalisée. Le périmètre a été arrêté le 29 avril 2010 et le SAGE proprement dit a été approuvé le 6 août 2019. La structure porteuse de l'élaboration et de la mise en œuvre est le syndicat mixte d'aménagement hydraulique du bassin versant de la Somme (AMEVA).
La qualité des cours d'eau peut être consultée sur un site dédié géré par les agences de l'eau et l'Agence française pour la biodiversité.

### Climat
Pour des articles plus généraux, voir Climat des Hauts-de-France et Climat de la Somme.
En 2010, le climat de la commune est de type climat océanique altéré, selon une étude du CNRS s'appuyant sur une série de données couvrant la période 1971-2000. En 2020, Météo-France publie une typologie des climats de la France métropolitaine dans laquelle la commune est exposée à un climat océanique et est dans la région climatique Côtes de la Manche orientale, caractérisée par un faible ensoleillement (1 550 h/an) ; forte humidité de l'air (plus de 20 h/jour avec humidité relative > 80 % en hiver), vents forts fréquents.
Pour la période 1971-2000, la température annuelle moyenne est de 10,5 °C, avec une amplitude thermique annuelle de 13,1 °C. Le cumul annuel moyen de précipitations est de 729 mm, avec 12,3 jours de précipitations en janvier et 8,1 jours en juillet. Pour la période 1991-2020, la température moyenne annuelle observée sur la station météorologique la plus proche, située sur la commune d'Oisemont à 13 km à vol d'oiseau, est de 11,1 °C et le cumul annuel moyen de précipitations est de 801,4 mm,. Pour l'avenir, les paramètres climatiques de la commune estimés pour 2050 selon différents scénarios d'émission de gaz à effet de serre sont consultables sur un site dédié publié par Météo-France en novembre 2022.

## Urbanisme

### Typologie
Au 1er janvier 2024, Airaines est catégorisée bourg rural, selon la nouvelle grille communale de densité à sept niveaux définie par l'Insee en 2022.
Elle appartient à l'unité urbaine d'Airaines, une unité urbaine monocommunale constituant une ville isolée,. Par ailleurs la commune fait partie de l'aire d'attraction d'Amiens, dont elle est une commune de la couronne,. Cette aire, qui regroupe 369 communes, est catégorisée dans les aires de 200 000 à moins de 700 000 habitants,.

### Occupation des sols
L'occupation des sols de la commune, telle qu'elle ressort de la base de données européenne d'occupation biophysique des sols Corine Land Cover (CLC), est marquée par l'importance des territoires agricoles (88,6 % en 2018), une proportion sensiblement équivalente à celle de 1990 (89,2 %). La répartition détaillée en 2018 est la suivante :
terres arables (79,7 %), prairies (6,1 %), zones urbanisées (5,7 %), forêts (4,6 %), zones agricoles hétérogènes (2,8 %), zones industrielles ou commerciales et réseaux de communication (1 %), eaux continentales (0,1 %). L'évolution de l'occupation des sols de la commune et de ses infrastructures peut être observée sur les différentes représentations cartographiques du territoire : la carte de Cassini (XVIIIe siècle), la carte d'état-major (1820-1866) et les cartes ou photos aériennes de l'IGN pour la période actuelle (1950 à aujourd'hui).

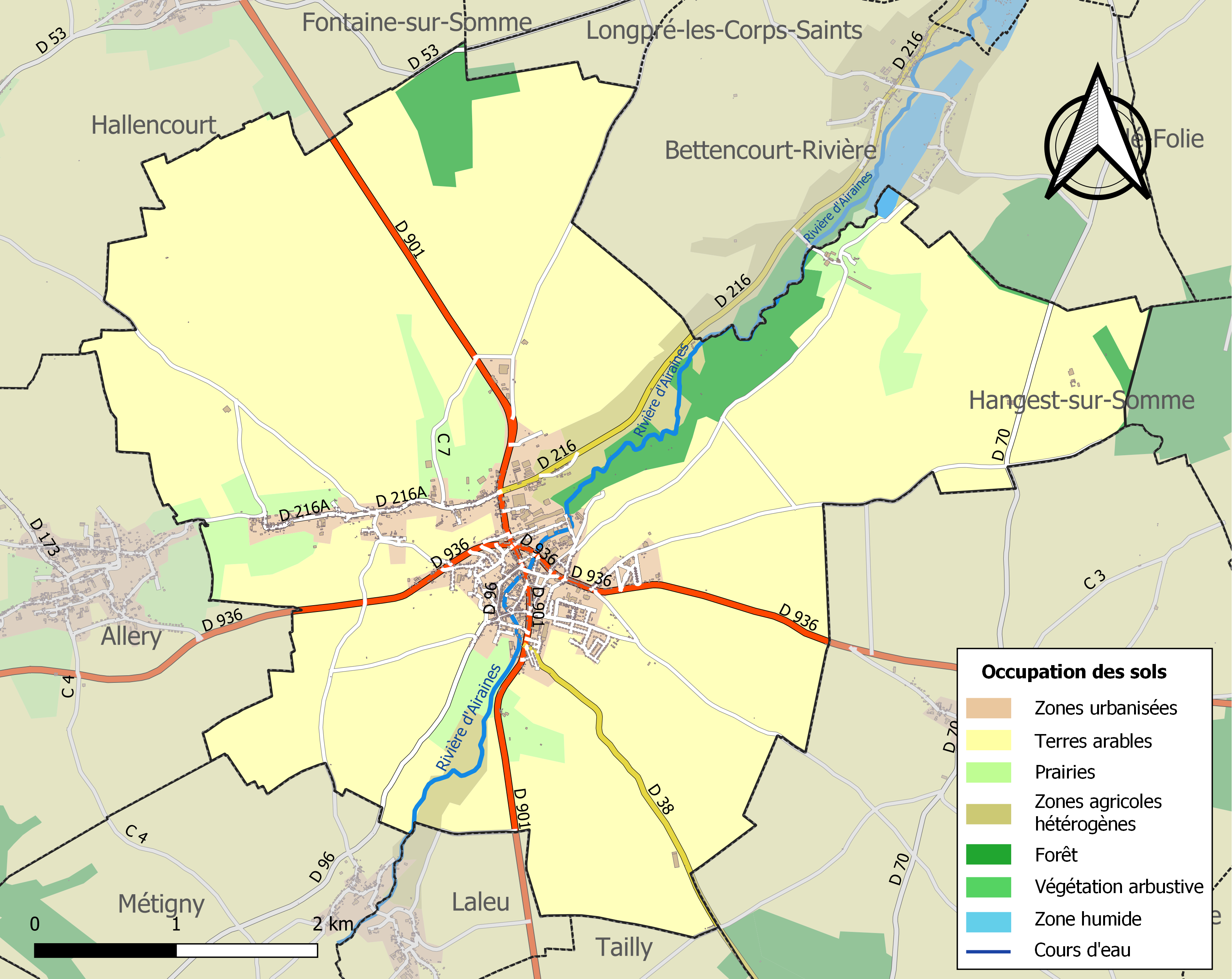
Carte des infrastructures et de l'occupation des sols de la commune en 2018 (CLC).

### Morphologie urbaine
La commune d'Airaines se compose d'une agglomération principale, le bourg d'Airaines qui occupe une position de carrefour entre l'ex-RN 1 et l'ex-RN 336 (actuelles RD 901 et RD 936) et de deux hameaux principaux. L'agglomération principale fut en partie détruite en mai-juin 1940 au cours de la bataille d'Abbeville. Après la Seconde Guerre mondiale, il fut procédé à sa reconstruction.

### Lieux-dits, hameaux et écarts

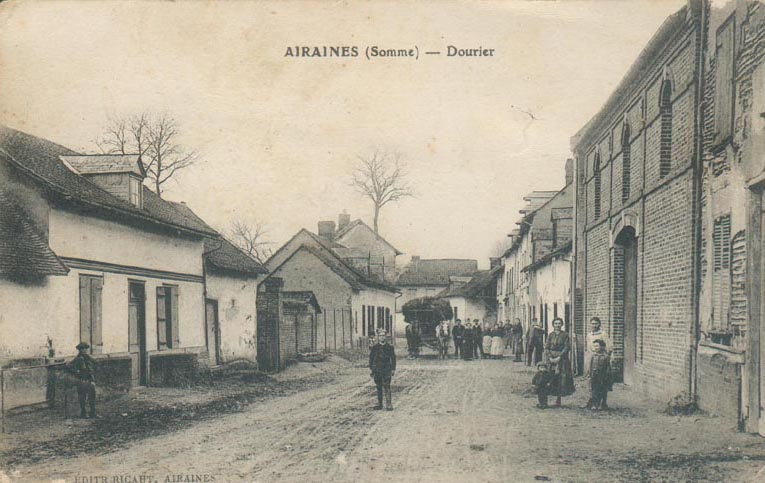
Le hameau de Dourier avant 1914.

Airaines comprend deux hameaux qui furent autrefois des communes de plein exercice :
- Dourier : au nord-est du bourg ;
- Dreuil-Hamel : s'étirant à l'ouest, parsemé de vergers et de prés.

### Habitat et logement
En 2018, le nombre total de logements dans la commune était de 1 073, alors qu'il était de 1 057 en 2013 et de 995 en 2008.
Parmi ces logements, 88,9 % étaient des résidences principales, 1,8 % des résidences secondaires et 9,4 % des logements vacants. Ces logements étaient pour 88,3 % d'entre eux des maisons individuelles et pour 11,6 % des appartements.
Le tableau ci-dessous présente la typologie des logements à Airaines en 2018 en comparaison avec celle de la Somme et de la France entière. Une caractéristique marquante du parc de logements est ainsi une proportion de résidences secondaires et logements occasionnels (1,8 %) inférieure à celle du département (8,3 %) mais supérieure à celle de la France entière (9,7 %). Concernant le statut d'occupation de ces logements, 49,8 % des habitants de la commune sont propriétaires de leur logement (50,2 % en 2013), contre 60,3 % pour la Somme et 57,5 pour la France entière.
| Typologie                                               | Airaines | Somme | France entière |
| ------------------------------------------------------- | -------- | ----- | -------------- |
| Résidences principales (en %)                           | 88,9     | 83,3  | 82,1           |
| Résidences secondaires et logements occasionnels (en %) | 1,8      | 8,3   | 9,7            |
| Logements vacants (en %)                                | 9,4      | 8,4   | 8,2            |

### Projets d'aménagement
Airaines a été retenue en 2021 avec Oisemont dans le dispositif gouvernemental Petites villes de demain, destiné a revitaliser les centres-villes des communes de moins de 20 000 habitants. Il devrait permettre de restructurer la friche Pic Industrie, de 4,2 ha et à l'abandon depuis 2009, à intervenir sur l'habitat de la Reconstruction et à financer une mise en valeur du Prieuré,.
A plus long terme, le site du silo à grains de la Noriap et le magasin Gamm vert pourraient être reconvertis en logements, à l'occasion de l'adoption du plan local d'urbanisme (PLU) intercommunal, ce qui serait avantageux car le bourg manque de terrains à bâtir.

### Voies de communication et transports
En 2019, la localité est desservie par les lignes d'autocars no 1 (Mers-lès-Bains - Oisemont - Amiens) et no 19 (Airaines - Abbeville) du réseau Trans'80, Hauts-de-France, chaque jour de la semaine sauf le dimanche et les jours fériés.

## Toponymie
Le nom de la localité est attesté sous les formes Arenis en 1100, Arenae vers 1106, Araines vers 1110.
Araine en picard.
Le nom Airaines viendrait du latin Arena (sable) ou Arenoe ou plus vraisemblablement d'Aenariae, les carrières ; la partie haute du village étant entièrement minée.
Airaines est un toponyme en langue d'oïl rappelant des sables, ou une espèce de terre friable, claire et peu féconde. Nous retrouvons toujours un mot proche utilisé avec ce sens ; une arène est une terre détritique, meuble et formée de grains de sable grossiers.
Sur la commune d'Airaines, dix noms de lieux référencent des bois ou forêts : Bois Caporal, Bois Courchon, Bois Dacheux, Bois de la Metz, Bois de Grands Champs, Bois Saint-Hélier, la Grande Remise, les Larris, la Remise des Manants, la Remise Lemaire.

## Histoire

### Préhistoire
Un atelier de pierre polie a été retrouvé sur le territoire de la commune. L'archéologie aérienne a montré la présence d'un enclos funéraire de l'âge du fer (La Tène) et de plusieurs petites fosses correspondant probablement à des sépultures. Des traces d'exploitations agricoles ont été photographiées.

### Antiquité
Airaines est située sur la voie romaine qui menait de Samarobriva à Augusta. On a retrouvé sur le territoire communal des sépultures, des poteries gallo-romaines ainsi que des pièces de monnaie. L'archéologie aérienne a révélé l'existence d'une grande villa gallo-romaine située en fond de vallée. On a retrouvé à la fin du XIXe siècle des fûts de colonnes brisés, des chapiteaux, des fondations, des tuiles, dalles, pilettes et tubulures qui révèlent l'existence d'un hypocauste. Cette villa est occupée du Ier au IVe siècle.

### Moyen Âge
Au XIe siècle, est fondé à Airaines, un prieuré bénédictin.
Airaines se voit octroyer une charte communale à la fin du XIIe siècle. La commune possède alors un mayeur et des échevins.
Une chapelle des templiers est transformée en église paroissiale aux XVe et XVIe siècles.
De l'époque médiévale, Airaines garde les traces d'une motte féodale, au-dessus du prieuré.
La commune subit les affres de la guerre de Cent Ans, ses deux châteaux sont pris et détruits,.
Le passé de la cité est assez florissant, lié à l'importance du château fort des ducs de Luynes.

### Époque moderne
Avant le XVIIe siècle, la commune possède déjà une école. Le prieur verse alors une indemnité de 25 livres au magister.

### Époque contemporaine

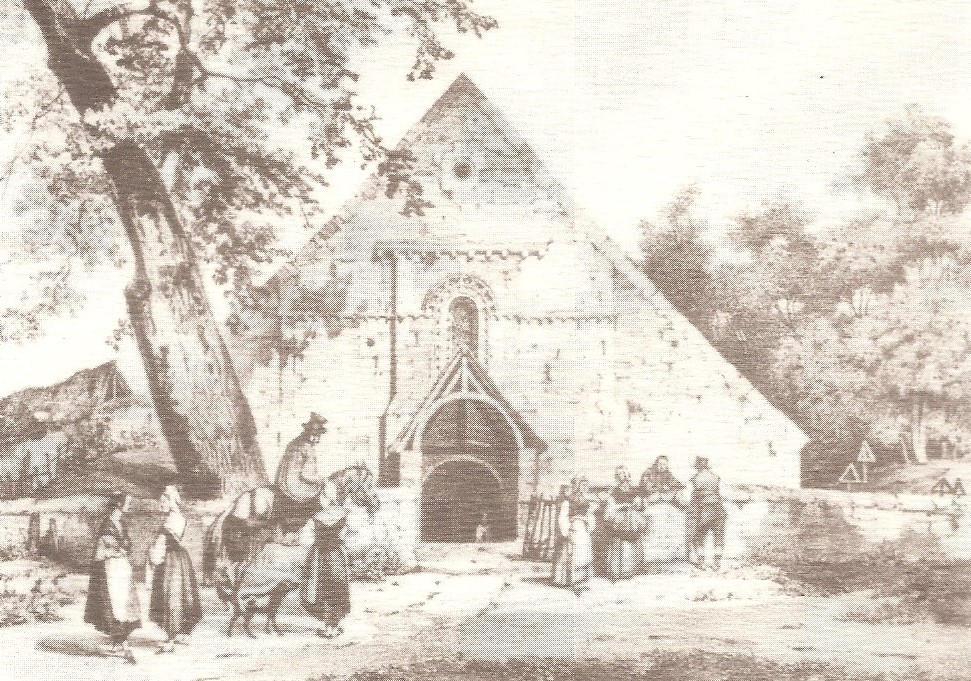
Prieuré d'Airaines, lithographie du XIXe siècle.

#### Révolution et Empire
En 1792, des jeunes gens de la commune s'enrôlent volontairement pour défendre  la Patrie en danger. Pendant la Révolution française, les habitants subissent des réquisitions à plusieurs reprises.
La commune d'Airaines, instituée lors de la Révolution française, absorbe, entre 1795 et 1800, celle de
Dourier.
Durant la campagne de France (1814) et les Cent-Jours (1815), à la fin de l'épopée napoléonienne, des atrocités sont commises pendant les combats[réf. nécessaire].
Au XIXe siècle, l'Airaines animait douze moulins à eau, permettant le développement d'industries liées à la production d'huile d'oléagineux, faites avec de la minette pour l'éclairage et aussi la fabrication de toile à emballage, dans un premier temps, à base de chanvre puis de jute importé d'Inde.

#### Guerre de 1870
Lors de la guerre franco-allemande de 1870, pendant les combats de l'affaire de Longpré des otages de cette commune sont enfermés dans l'église Saint-Denis d'Airaines.

Airaines au tout début du XXe siècle
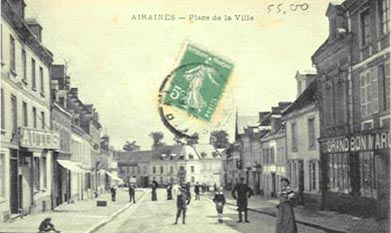
Place de la Ville
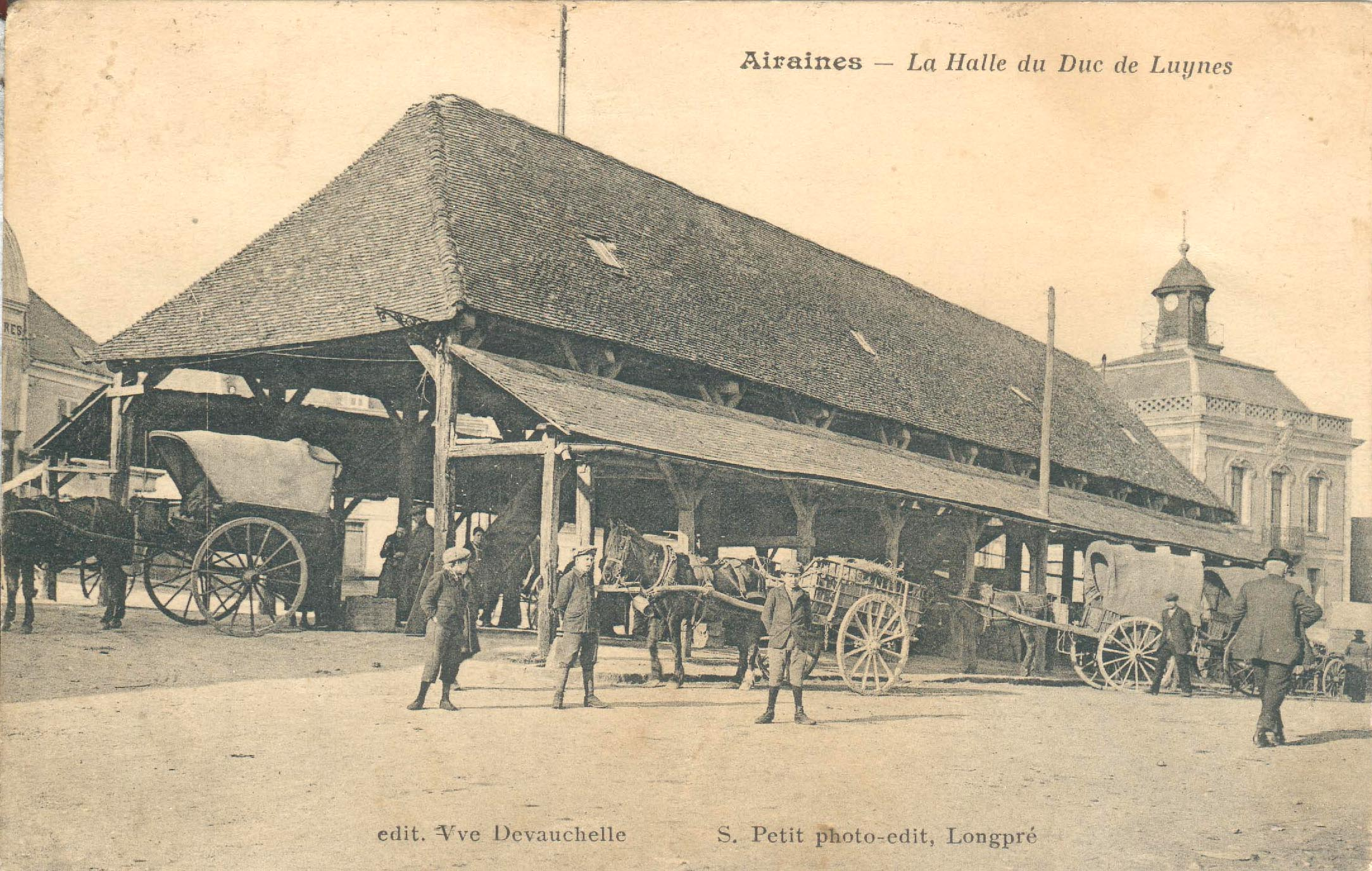
La halle.
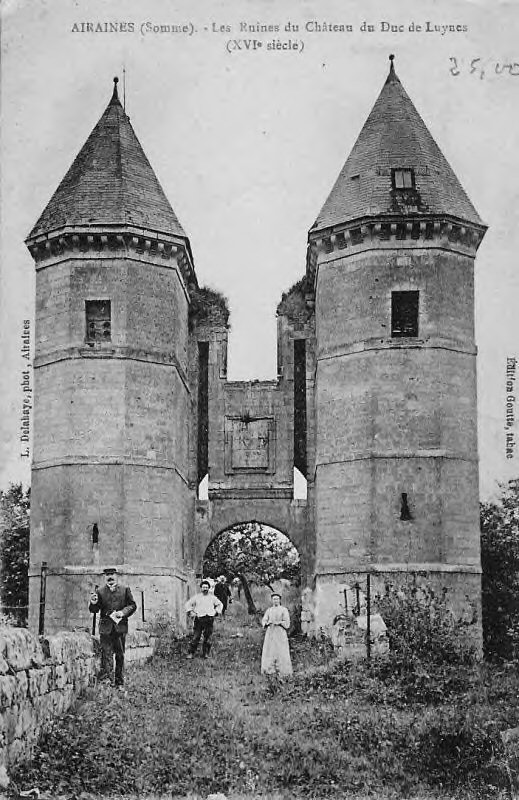
Les tours de Luynes. .
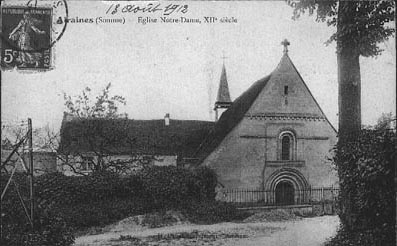
Église Notre-Dame .
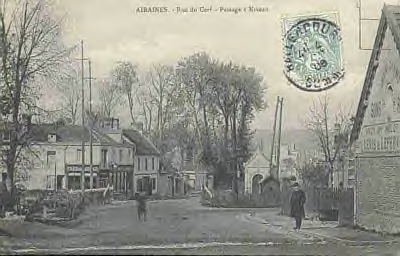
Rue du Cerf

#### Seconde Guerre mondiale
La localité subit d'importantes destructions lors de la bataille d'Abbeville en juin 1940. Les halles et 80 % des constructions sont détruites,.
Le capitaine N'Tchoréré, du 53e régiment d'infanterie coloniale mixte sénégalais, y est assassiné après sa capture le 7 juin, tandis qu'une cinquantaine de ses hommes sont massacrés le lendemain à Quesnoy-sur-Airaines, parce qu'ils étaient africains. Deux plaques commémorent ces faits.
La reconstruction commence après la guerre sur la base d'un plan de remembrement urbain qui permet la création nouvelles pénétrantes, le déplacement du centre du bourg de la ville haute vers la ville basse, la reconstruction des usines textiles et la reconstruction des commerces.

#### Fin duXXesiècle
L'ancienne commune de Dreuil-Hamel  est intégrée (fusion simple) à Airaines le 1er octobre 1972,.
Dans les années 1960, les anciens tissages Sené sont repris par une industrie de peinture, Pic Industrie, sur un terrain de 4,2 ha.
Les années 1985-2000 voient la fermeture de plusieurs entreprises importantes pour l'activité économique et l'emploi, dont l'entreprise de peinture Pic Industrie qui ferme définitivement en 2009, mais Airaines garde sa centralité commerciale, jusqu'au déclassement de la RN 1 de Paris à Calais en 1980 et la mise en service de l'autoroute A16, qui fait perdre à Airaines son statut de ville-étape.

#### XXIesiècle
- L'Association de Sauvegarde de l'Église de Dreuil a procédé, à l'automne 2011, en vue de sa remise en état, à la dépose du clocher de l'église de Dreuil[31].
- Commémoration des combats des 5 au 7 juin 1940 :

Le 7 juin 2020, eut lieu la Commémoration des combats des 5 au 7 juin 1940 qui se sont déroulés du 5 au 7 juin de cette même année dans la Somme. La cérémonie se déroula en présence de Christian Lemaître, fils de soldat qui évoqua le récit de son père, Désiré Lemaître, combattant à Airaines en 1940 dans le 53e Régiment d'Infanterie Coloniale Mixte Sénégalais, compagnie du capitaine Gausserant, section du lieutenant De La Verve, sergent de carrière à l'époque. Jean-Jacques Stoter exposa ensuite le déroulement de la Bataille de la Somme et le rôle qu'y joua le 53e RICMS. Les Airainoises et Airainois furent invités ensuite à s'associer à la commémoration en observant une minute de silence, à midi, depuis leur domicile et la Marseillaise a retenti dans la ville.

## Politique et administration

### Rattachements administratifs et électoraux
La commune se trouve dans l'arrondissement d'Amiens du département de la Somme. Pour l'élection des députés, elle fait partie depuis 2012 de la troisième circonscription de la Somme.
Elle faisait partie depuis 1801 du canton de Molliens-Dreuil. Dans le cadre du redécoupage cantonal de 2014 en France, la commune est intégrée au canton d'Ailly-sur-Somme.

### Intercommunalité
La commune était membre de la communauté de communes du Sud-Ouest Amiénois, créée en 2004.
Dans le cadre des dispositions de la loi portant nouvelle organisation territoriale de la République du 7 août 2015, qui prévoit que les établissements publics de coopération intercommunale (EPCI) à fiscalité propre doivent avoir un minimum de 15 000 habitants, la préfète de la Somme propose en octobre 2015 un projet de nouveau schéma départemental de coopération intercommunale (SDCI) qui prévoit la réduction de 28 à 16 du nombre des intercommunalités à fiscalité propre du département.
Ce projet prévoit la « fusion des communautés de communes du Sud-Ouest Amiénois, du Contynois et de la région d'Oisemont », le nouvel ensemble de 37 412 habitants regroupant 120 communes,. À la suite de l'avis favorable de la commission départementale de coopération intercommunale en janvier 2016, la préfecture sollicite l'avis formel des conseils municipaux et communautaires concernés en vue de la mise en œuvre de la fusion.
La communauté de communes Somme Sud-Ouest (CC2SO), dont est désormais membre la commune, est ainsi créée au 1er janvier 2017. Poix-de-Picardie en est le siège.

### Tendances politiques et résultats
Au second tour des élections municipales de 2014 dans la Somme, la liste menée par Albert Noblesse (union de la droite) obtient 655 voix (51,41 %, 15 conseillers municipaux élus dont 5 communautaires), devançant de 36 voix celle DIV menée par le maire sortant Jean-Luc Lefebvre (619 voix, 48,58 %, 4 conseillers municipaux élus dont 1 communautaire).
Lors de ce scrutin, 16,97 % des électeurs se sont abstenus.
Au premier tour des élections municipales de 2020, la liste menée par le maire sortant Albert Noblesse manque la majorité absolue de vingt voix, et, avec 47,8 % des suffrages exprimés (442 voix), devance largement celles du maire précédent (de 1989 à 1995 et de 2001 à 2014) Jean-Luc Lefebvre (gauche), qui arrive deuxième avec 252 voix (27,24 %) et par Thierry Formet, son ancien maire-adjoint.
Lors du second tour, la liste menée par Albert Noblesse obtient la majorité absolue des suffrages exprimés, avec 517 voix (54,47 %, 15 conseillers municipaux élus, dont 5 communautaires), devançant largement les listes menées respectivement par, : 
- Jean-Luc Lefebvre (gauche, 269 voix, 28,34 %, 3 conseillers municipaux élus dont 1 communautaire) ;
- Thierry Formet (163 voix, 17,17 %, 1 conseiller municipal élu).

Lors de ce scrutin, marqué par la pandémie de Covid-19 en France, 35,95 % des électeurs se sont abstenus.

### Liste des maires
| Période                                  | Période                   | Identité                                  | Étiquette                                           | Qualité |
| ---------------------------------------- | ------------------------- | ----------------------------------------- | --------------------------------------------------- | --- |
| Les données manquantes sont à compléter. |                           |                                           |                                                     | |
| juillet 1800                             | avril 1804                | Joseph Élie Tripier Né le 10 janvier 1776 |                                                     | Chirurgien. |
| mai 1804                                 | novembre 1816             | Pierre François Poitoux                   |                                                     | |
| novembre 1816                            | 1836                      | Joseph Élie Tripier                       |                                                     | |
| Les données manquantes sont à compléter. |                           |                                           |                                                     | |
| 1891                                     | 1898                      | Jules Charles André                       | Républicain                                         | Conseiller général de Molliens-Vidame (1894 → 1898) |
| Les données manquantes sont à compléter. |                           |                                           |                                                     | |
| décembre 1919                            | mars 1959                 | Léon Catuhe                               | Rad.                                                | Industriel dans le textile Conseiller général de Molliens-Dreuil (1955 → 1961)                                                                         |
| mars 1959                                | mars 1971                 | Gabrielle Scellier                        | UDF-CDS                                             | Pharmacienne Sénatrice de la Somme (1973 → 1977) Conseillère générale de Molliens-Dreuil (1961 → 1985) Conseillère régionale de Picardie (1973 → 1977) |
| mars 1971                                | mars 1989                 | Jean Vérité                               | SE                                                  | |
| mars 1989                                | juin 1995                 | Jean-Luc Lefebvre                         | PS                                                  | Enseignant |
| juin 1995                                | mars 2001                 | Pierre Laboulet                           | SE                                                  | Directeur d'entreprise |
| mars 2001                                | avril 2014                | Jean-Luc Lefebvre                         | PS puis Colère et espoir (C&E, communistes picards) | Enseignant |
| avril 2014                               | En cours (au 7 mars 2022) | Albert Noblesse                           | LR                                                  | Vice-président de la CC Somme Sud-Ouest (2020 → ) Réélu pour le mandat 2020-2026.                                                                      |

### Instances de démocratie participative
Airaines s'est dotée d'un conseil municipal des jeunes qui est à l'initiative en 2019 du premier corri-trail d'Airaines (corrida constituée de plusieurs courses au choix) en 2020 de la pose du premier panneau d'information à destination du public pour le respect de l'environnement sur le chemin vert, afin de construire du lien social et intergénérationnel,.

### Finances communales
En 2020, le budget de la commune était constitué ainsi :
- total des produits de fonctionnement : 1 474 000 €, soit 612 € par habitant ;
- total des charges de fonctionnement : 1 278 000 €, soit 530 € par habitant ;
- total des ressources d'investissement : 61 000 €, soit 25 € par habitant ;
- total des emplois d'investissement : 1 794 000 €, soit 620 € par habitant ;
- endettement : 1 604 000 €, soit 666 € par habitant.

Avec les taux de fiscalité suivants :
- taxe d'habitation : 16,41 % ;
- taxe foncière sur les propriétés bâties : 11,83 % ;
- taxe foncière sur les propriétés non bâties : 28,70 % ;
- taxe additionnelle à la taxe foncière sur les propriétés non bâties : 43,74 % ;
- cotisation foncière des entreprises : 12,86 %.

Chiffres clés Revenus et pauvreté des ménages en 2019 : médiane en 2019 du revenu disponible, par unité de consommation : 18 360 €.

### Jumelages
Kriftel (Allemagne) depuis le 30 mai 1981 et Piława Górna (Pologne) depuis le 26 mai 2018 en jumelage tripartite de ville.

« En mémoire des 1 200 soldats du 53e régiment d'infanterie coloniale tombés lors des combats d'Airaines, les 5, 6 et 7 juin 1940, pendant la bataille de la Somme en honneur au capitaine Charles N'Tchoréré, l'association « Les Amis Airainois et Gabonais en action » a été créée. Des commémorations sont organisées depuis les années 1950 en l'honneur de ces soldats et de leur commandant. »

## Équipements et services publics

### Eau et déchets
En 2022, l'eau potable distribuée depuis la station de pompage de la Route de la Montagne présente un taux de nitrates supérieur à la norme ; elle est déconseillée pour les nourrissons et les femmes enceintes.
Afin d'y remédier la commune s'engage en 2021 dans d'importants travaux notamment dans la station d'épuration, afin de mieux traiter cette pollution d'origine agricole, financée par une augmentation importante de la redevance d'assainissement payée par les usagers.

### Enseignement et petite enfance
La commune dispose d'une école élémentaire de quatre classes en 2021 et d'une école maternelle, gérées par la communauté de communes. Une des classes de l'école maternelle est susceptible de fermer à la rentrée 2022, en raison d'une baisse des effectifs.
Un accueil périscolaire est en place le matin et le soir.
Le collège Gabrielle-Marie-Scellier est implanté dans la ville dont les élèves peuvent ensuite fréquenter la MFR de Flixecourt, le lycée Boucher-de-Perthes d'Abbeville ou le lycée Thuillier à Amiens, en fonction du secteur.
La communauté de communes Somme Sud-Ouest construit en 2021 à Dreuil-Hamel sa structure multi-accueil de près de 1 000 m2, destinée à accueillir une crèche d'une capacité de 40 berceaux, un relais d'assistantes maternelles (RAM)  et un lieu d'accueil enfants-parents (LAEP),.

### Postes et télécommunications
La commune dispose d'un bureau de poste. Toutefois, depuis 2022, la distribution du courrier est organisée depuis des sites centraux situés à Oisemont et Abbeville.

### Justice, sécurité, secours et défense
La commune a installé dès 2013 un réseau de 9 caméras de vidéosurveillance, qui, obsolètes, sont remplacées en 2019 par 21 nouveaux dispositifs.
Airaines est défendue par une brigade de Gendarmerie implantée rue des Guides, et qui dispose de locaux récents construits vers 2015. Elle fonctionne avec ses voisines dans le cadre de la communauté de brigades d'Oisemont, Airaines et Hornoy-le-Bourg.

## Population et société
Les habitants d'Airaines sont les Airainois.

### Démographie

#### Évolution démographique
L'évolution du nombre d'habitants est connue à travers les recensements de la population effectués dans la commune depuis 1793. Pour les communes de moins de 10 000 habitants, une enquête de recensement portant sur toute la population est réalisée tous les cinq ans, les populations de référence des années intermédiaires étant quant à elles estimées par interpolation ou extrapolation. Pour la commune, le premier recensement exhaustif entrant dans le cadre du nouveau dispositif a été réalisé en 2006.

En 2022, la commune comptait 2 227 habitants, en évolution de −6,07 % par rapport à 2016 (Somme : −1,26 %, France hors Mayotte : +2,11 %).
| 1793  | 1800  | 1806  | 1821  | 1831  | 1836  | 1841  | 1846  | 1851  |
| ----- | ----- | ----- | ----- | ----- | ----- | ----- | ----- | ----- |
| 1 490 | 1 084 | 1 600 | 1 857 | 1 930 | 1 935 | 1 967 | 2 080 | 2 061 |

| 1856  | 1861  | 1866  | 1872  | 1876  | 1881  | 1886  | 1891  | 1896  |
| ----- | ----- | ----- | ----- | ----- | ----- | ----- | ----- | ----- |
| 2 145 | 2 229 | 2 270 | 2 168 | 2 074 | 2 025 | 1 933 | 1 822 | 1 871 |

| 1901  | 1906  | 1911  | 1921  | 1926  | 1931  | 1936  | 1946  | 1954  |
| ----- | ----- | ----- | ----- | ----- | ----- | ----- | ----- | ----- |
| 1 889 | 1 818 | 1 830 | 1 693 | 1 679 | 1 612 | 1 617 | 1 120 | 1 431 |

| 1962  | 1968  | 1975  | 1982  | 1990  | 1999  | 2006  | 2011  | 2016  |
| ----- | ----- | ----- | ----- | ----- | ----- | ----- | ----- | ----- |
| 1 673 | 1 961 | 2 303 | 2 385 | 2 175 | 2 099 | 2 101 | 2 354 | 2 371 |

| 2021  | 2022  | - | - | - | - | - | - | - |
| ----- | ----- | - | - | - | - | - | - | - |
| 2 279 | 2 227 | - | - | - | - | - | - | - |

### Associations locales
Le monde associatif permet des activités variées.

#### Sports
Le ball-trap, la pétanque, la marche, le judo, le moto-cross et le quad, la chasse, le kung-fu, le tennis, le football, le cyclisme, le hand-ball, la pêche de loisirs peuvent être pratiqués dans la commune.
Lors de la saison 2021-2022, le club de football de la commune, l'AS Allery/Airaines (District 1) accède au 4e tour de la Coupe de France contre les Ageux (District 3). Les Airainois seront éliminés au 5e tour contre Ascq, pensionnaire de Régional 3, au stade Jean-Vérité.
La construction d'une salle multisports est escomptée en 2023.

#### Culture

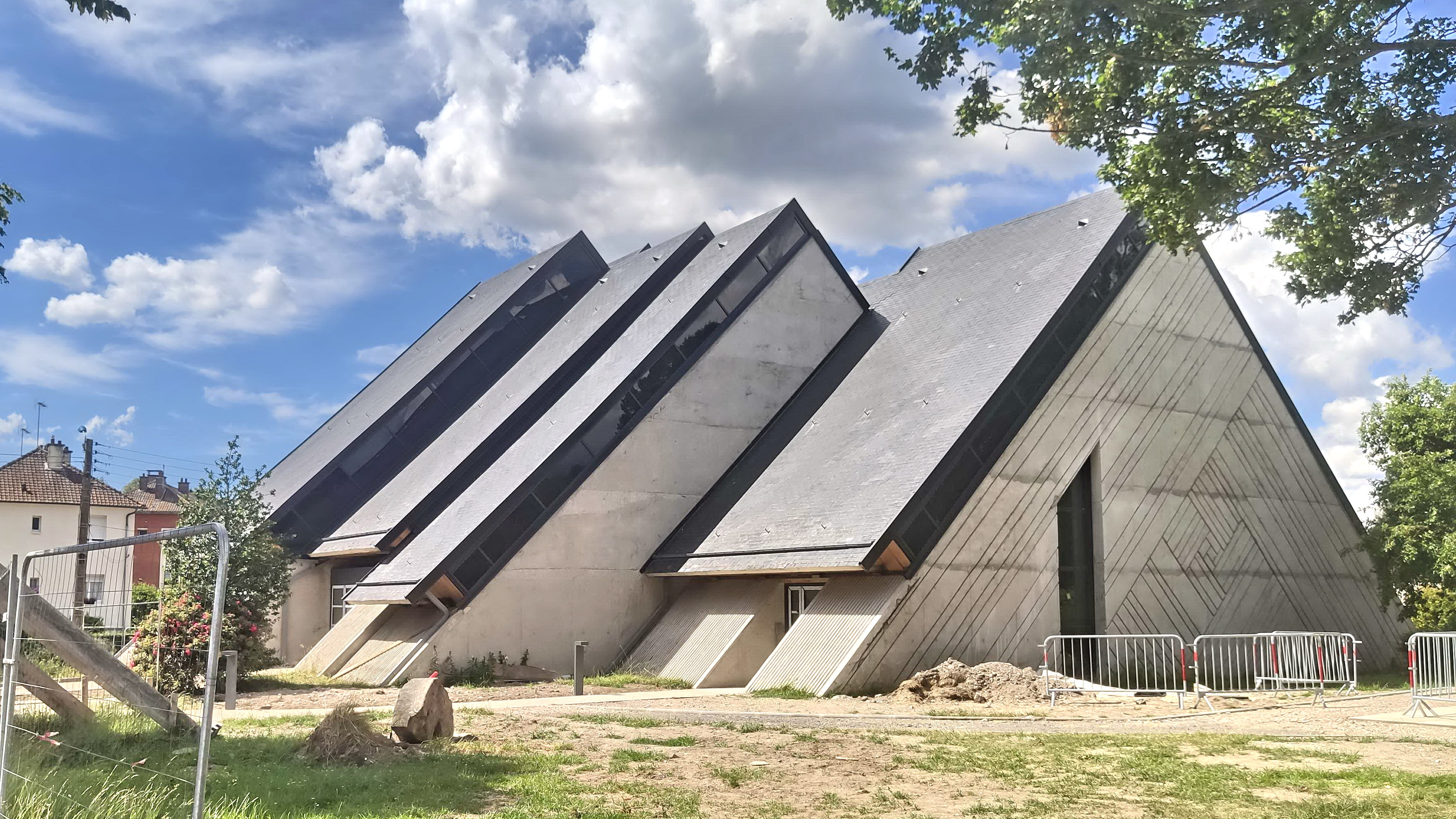
Airaines - La salle multiculturelle.

La commune dispose d'une salle multiculturelle, salle des fêtes édifiée dans les années 1980, rénovée et agrandie de 2018 à 2020. L'équipement est doté d'une scène fixe remplaçant l'antérieure qui était mobile.
La batterie-fanfare permet d'aborder la pratique musicale.
Le Comité de jumelage Airaines/Kriftel et les Amis airainois et gabonais en action maintiennent des liens au-delà des frontières.
Les Amis du prieuré et l'Association de sauvegarde de l'église de Dreuil s'attachent à la préservation du patrimoine.
LEnsemble vocal airainois, les associations Atout-Lire et Tout à Trac ainsi quAiraines-Initiatives complètent les ressources locales.

### Manifestations culturelles et festivités
- Orchestre de batterie-fanfare.
- Foire de la Saint-Clément, dont l'origine remonterait à 1114, comprenant une parade créée en 2004, et surtout un concours agricole où sont présentés des animaux des espèces bovines, ovines, caprines et équines[72],[73].
- La 40e édition du rallye de Picardie a eu lieu à Airaines en novembre 2021[74].
- Le salon gastronomique d'Airaines, dont la 20e édition a eu lieu les 16 et 17 octobre 2021[75].
- Les floralies d'Airaines, un marché consacré aux fleurs et aux jardins, dont la 22e édition a eu lieu en mai 2021[76].
- Un carnaval est organisé au printemps, tous les deux ans sauf entre 2015 et 2018. En 2007, il fut l'occasion de voir défiler le géant local, Catherine et celui de Ham, Armandine. La dernière édition eut lieu avril 2018.

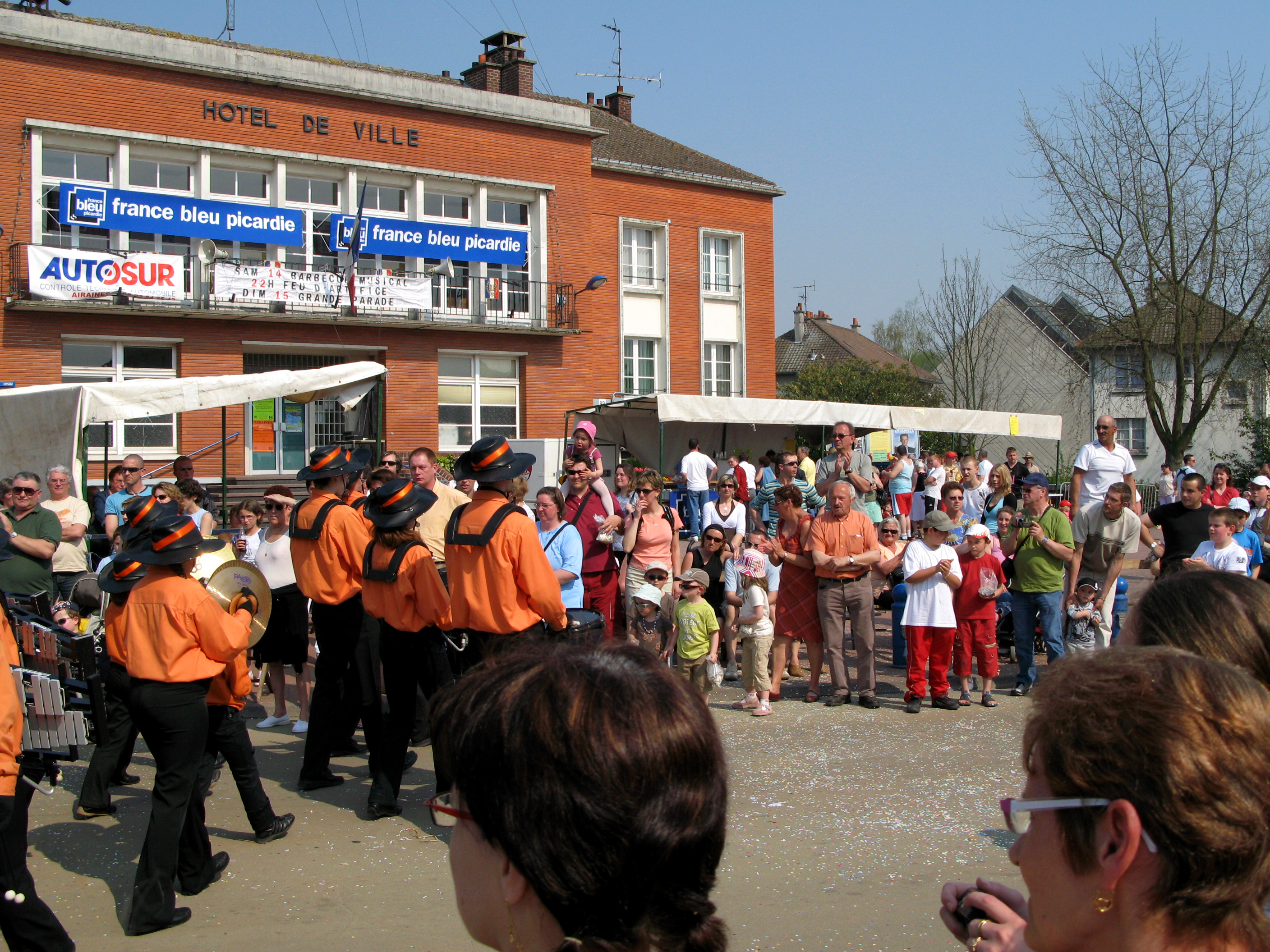
Soleil, fanfares et public en avril 2007.
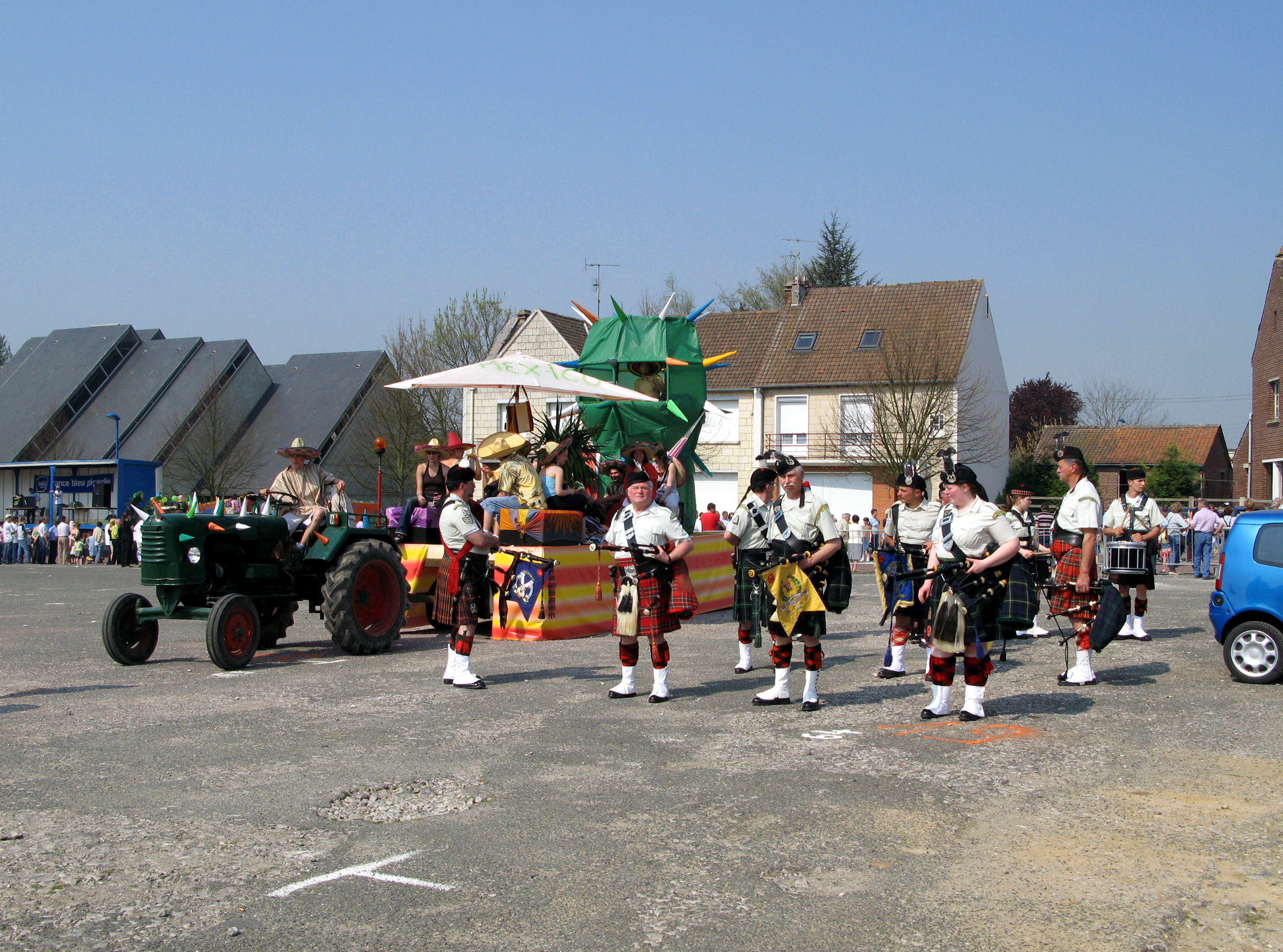
Un "pipe band" (fanfare de joueurs de cornemuse) et un char.
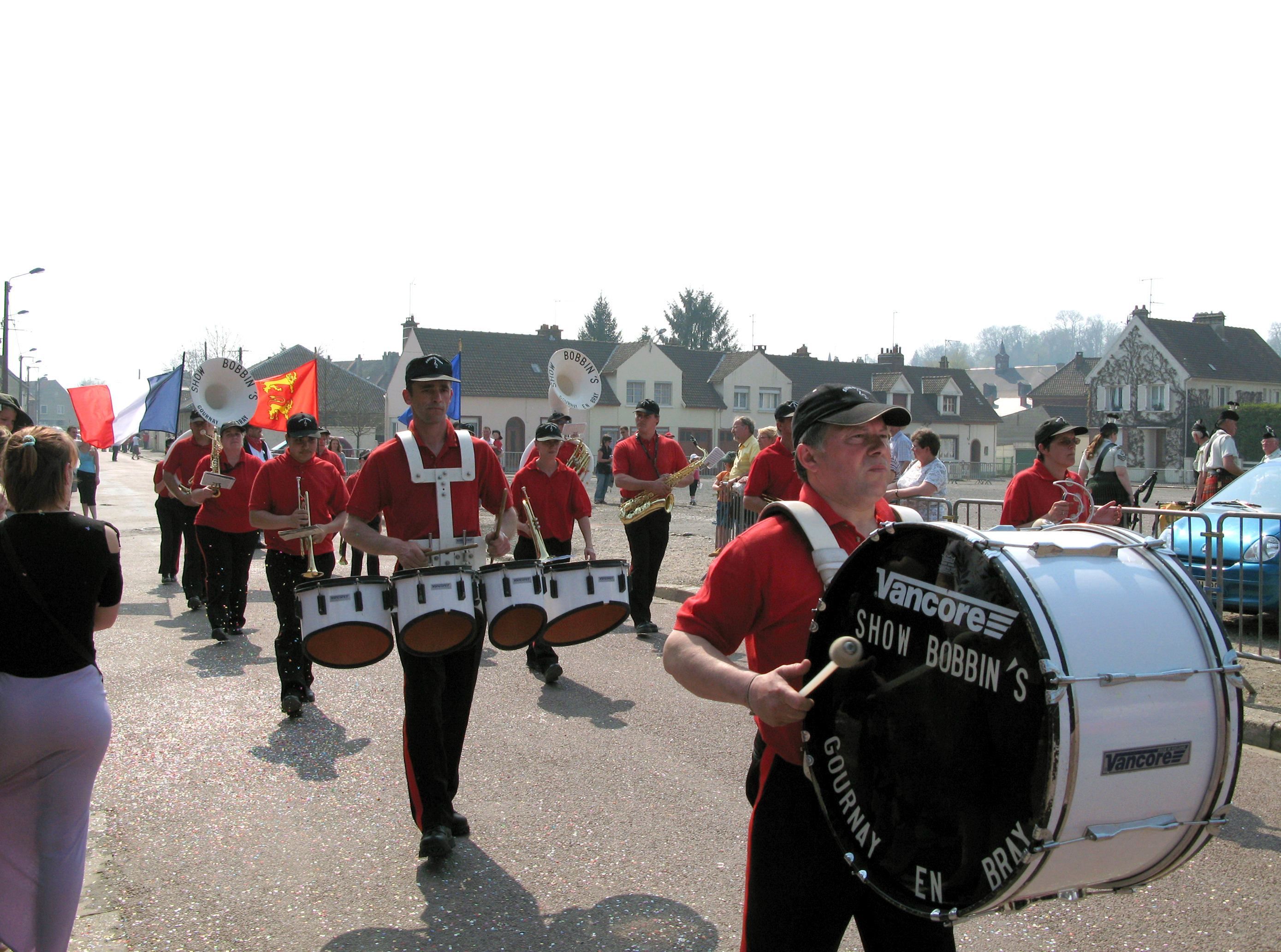
La fanfare de Gournay-en-Bray, les Show Bobbin's.
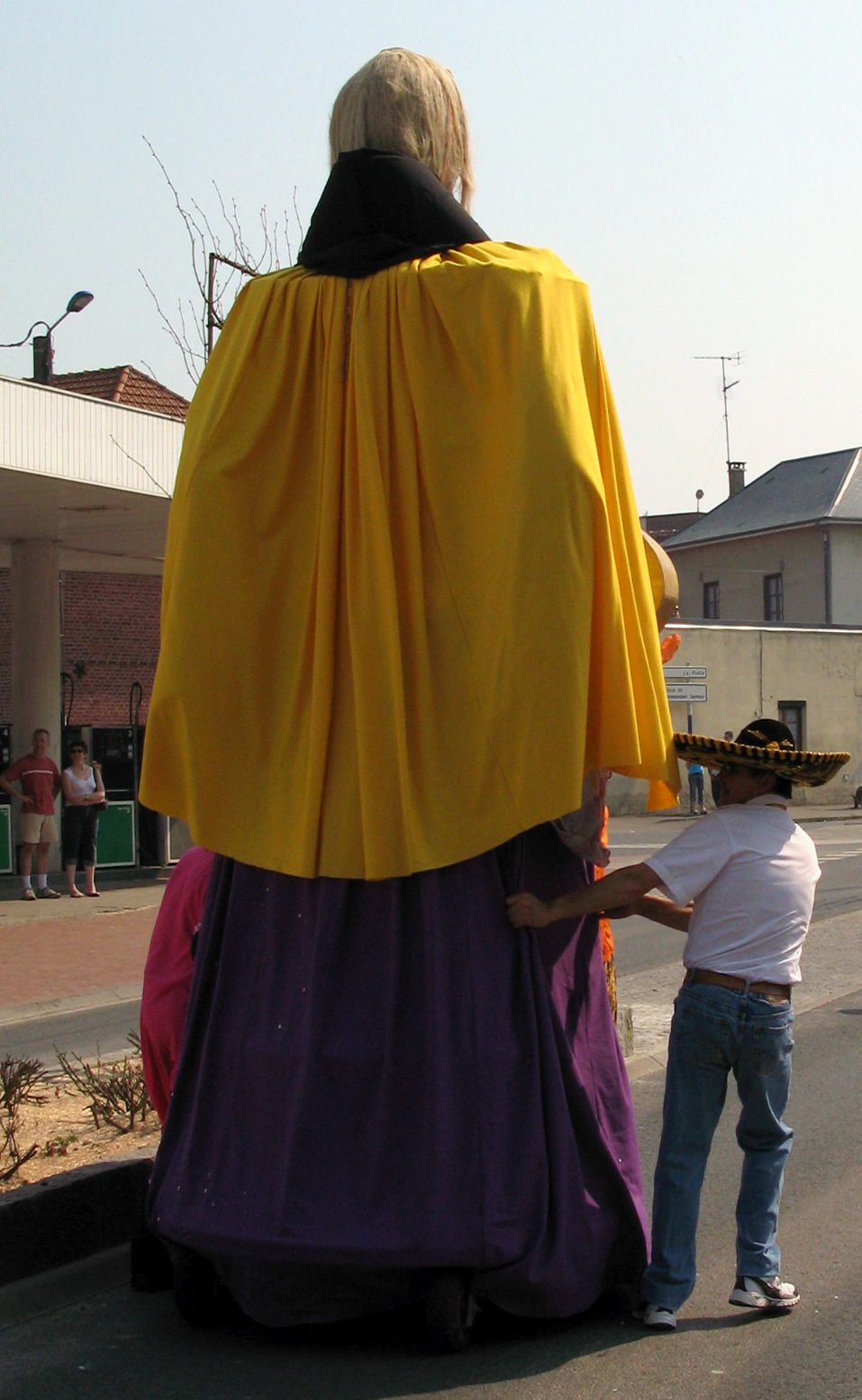
Le géant Catherine.

## Économie

### Entreprises et commerces
La commune est marquée par l'activité d'agriculteurs-éleveurs et la présence d'équipements liés au tourisme : gites, chambres d'hôtes, hôtels-restaurants et restaurants.
Elle dispose d'un tissu commercial de proximité

## Culture locale et patrimoine

### Lieux et monuments

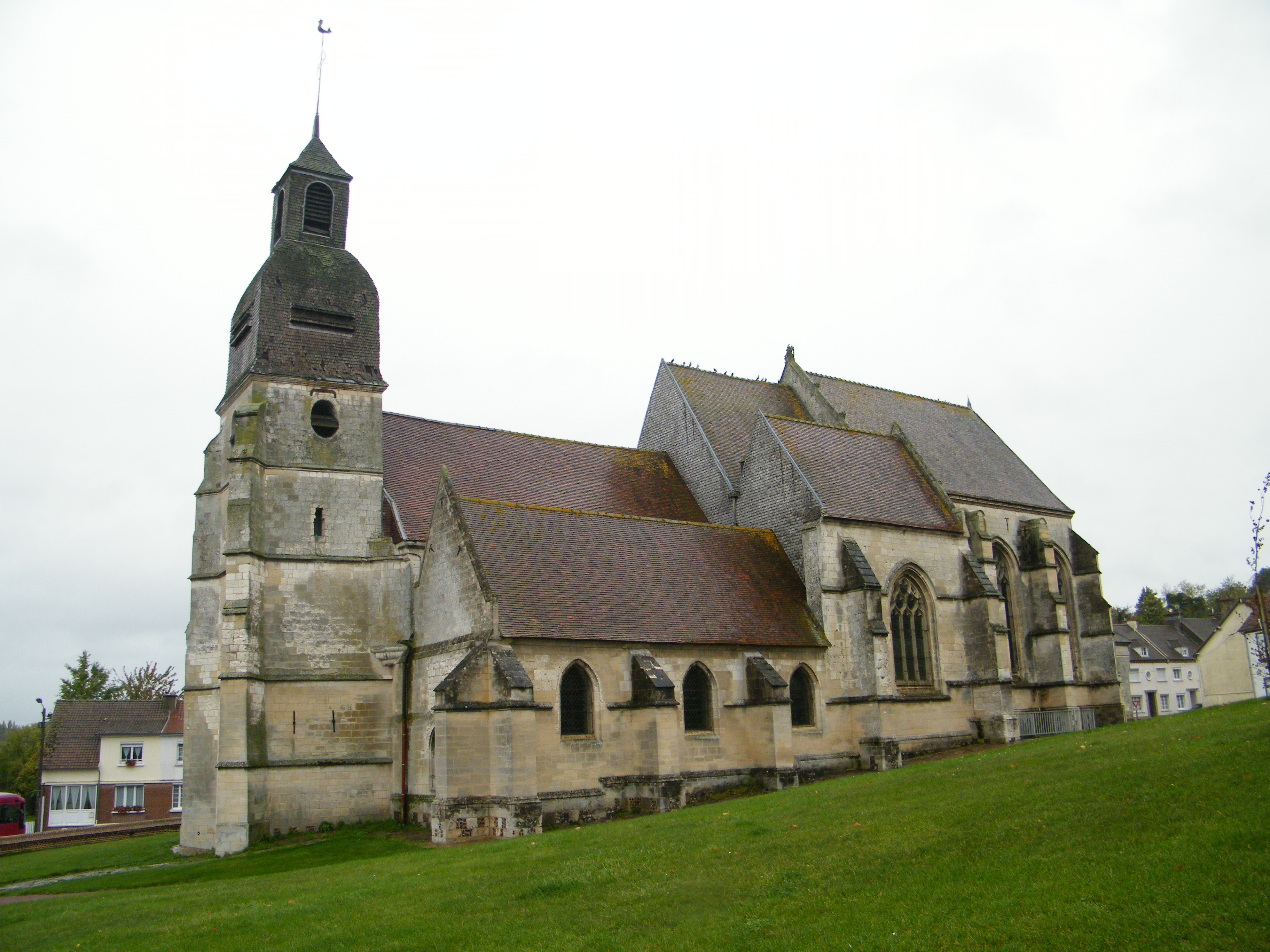
Église Saint-Denis.

- Église Saint-Denis

- Le prieuré d'Airaines 
Église Notre-Dame[78].

- Église de Dreuil-Hamel 
Cet édifice est d'autant plus remarquable que son clocher a la particularité d'être en charpente, depuis le sol. La pierre extérieure n'est en fait qu'une « enveloppe » censée mieux résister aux intempéries.
- Les tours des ducs de Luynes
- Chapelles et oratoires :
  - oratoire à Notre-Dame de la route, route d'Abbeville ;
  - chapelle peu éloignée de l'église, bâtie en 1657 et reconstruite au début du XVIIIe siècle ;
  - oratoire bâti en 1960 près de l'Airaines et d'une ferme abandonnée[79].

Le bourg est desservi par la voie verte du Vimeu qui emprunte la plateforme de l'ancienne ligne de Canaples à Longroy - Gamaches entre Allery-Dreuil-Airaines-Béthencourt, ou voie ferrée du Vimeu à l'Airaines, complémentaire à la véloroute de la Somme.

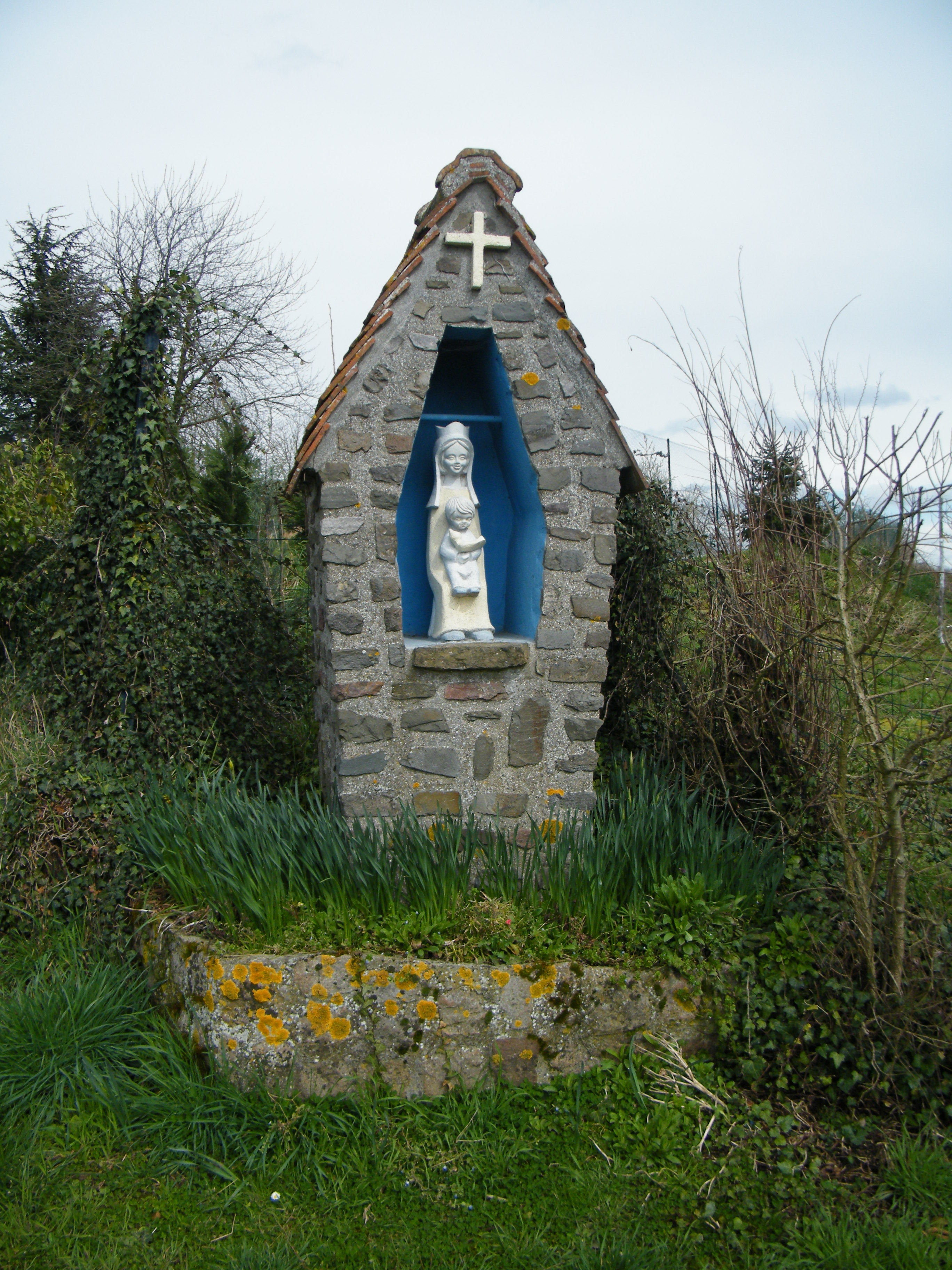
Oratoire à la Vierge.
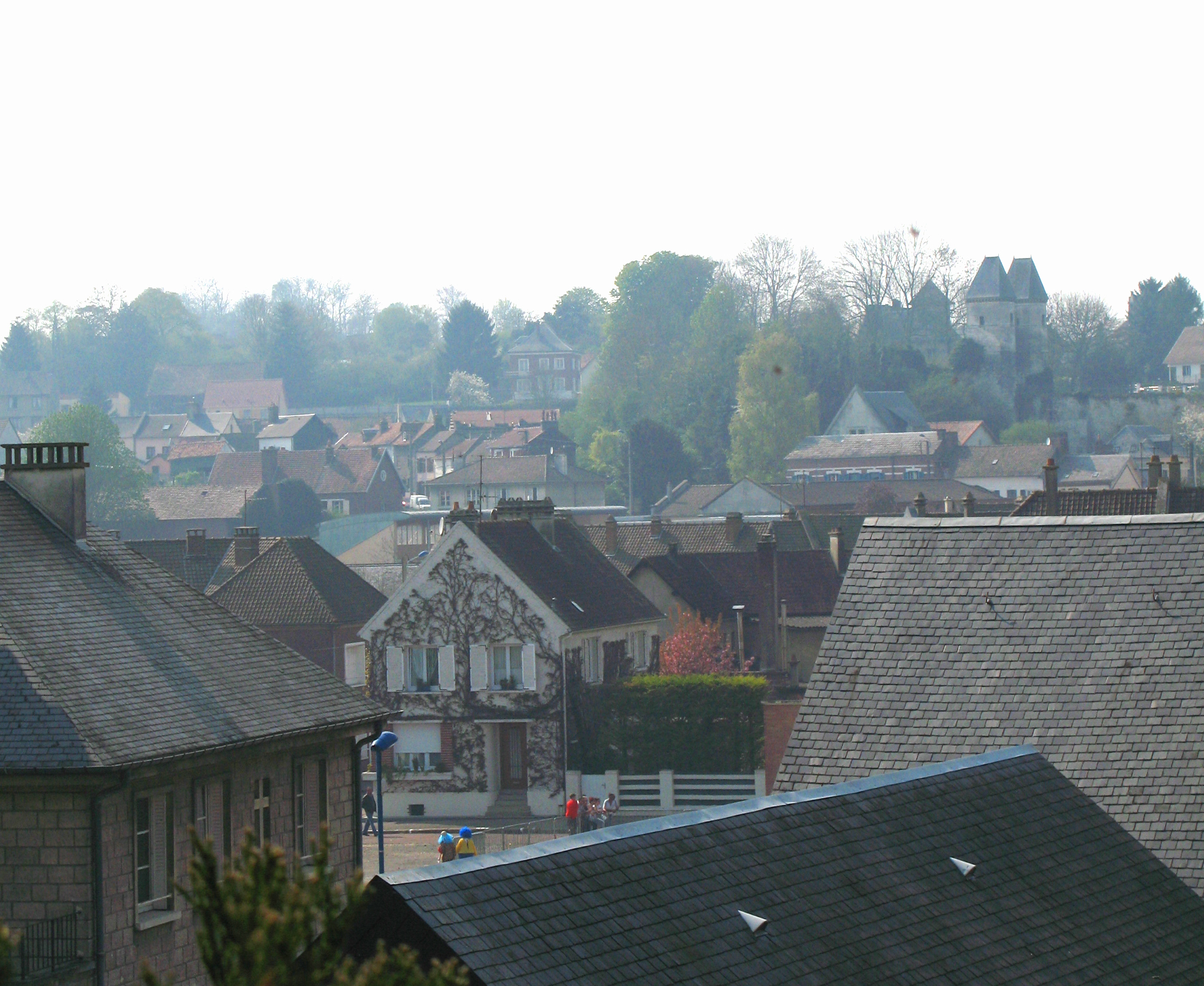
Tours de Luynes, vues depuis le terre-plein sud de Saint-Denis.
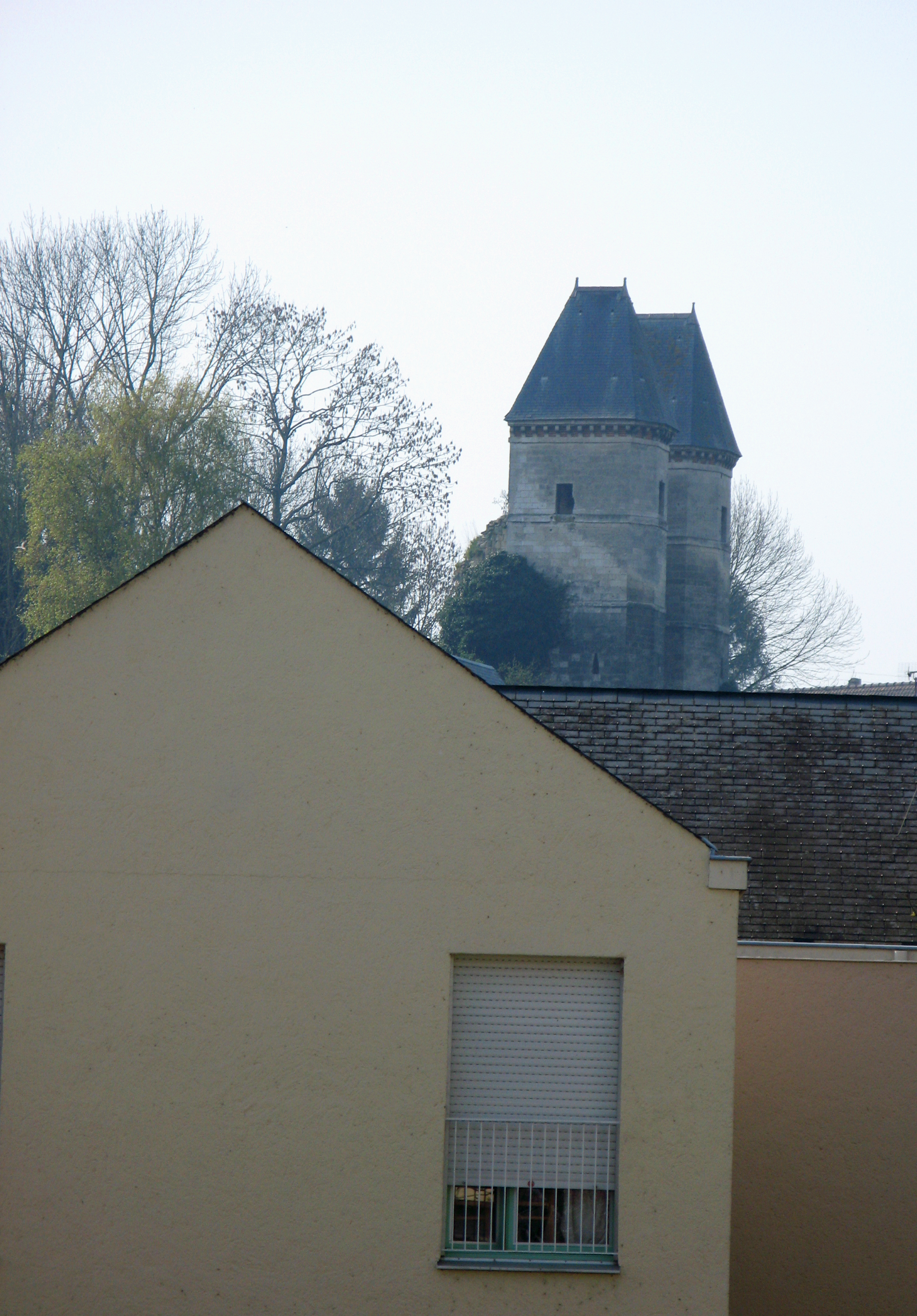
Tours de Luynes en 2007, depuis le centre-ville).
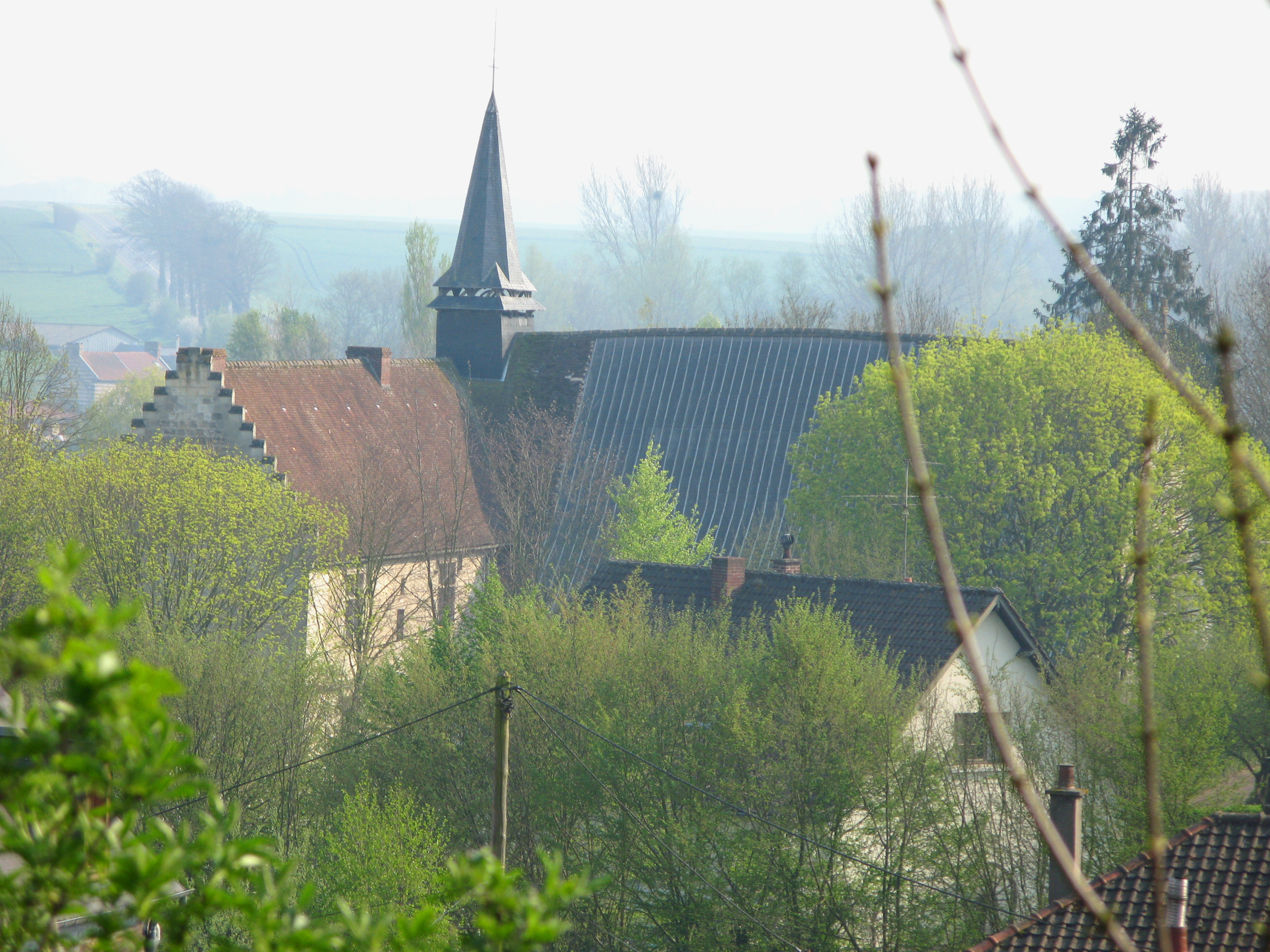
Prieuré, vu depuis la butte des tours de Luynes.
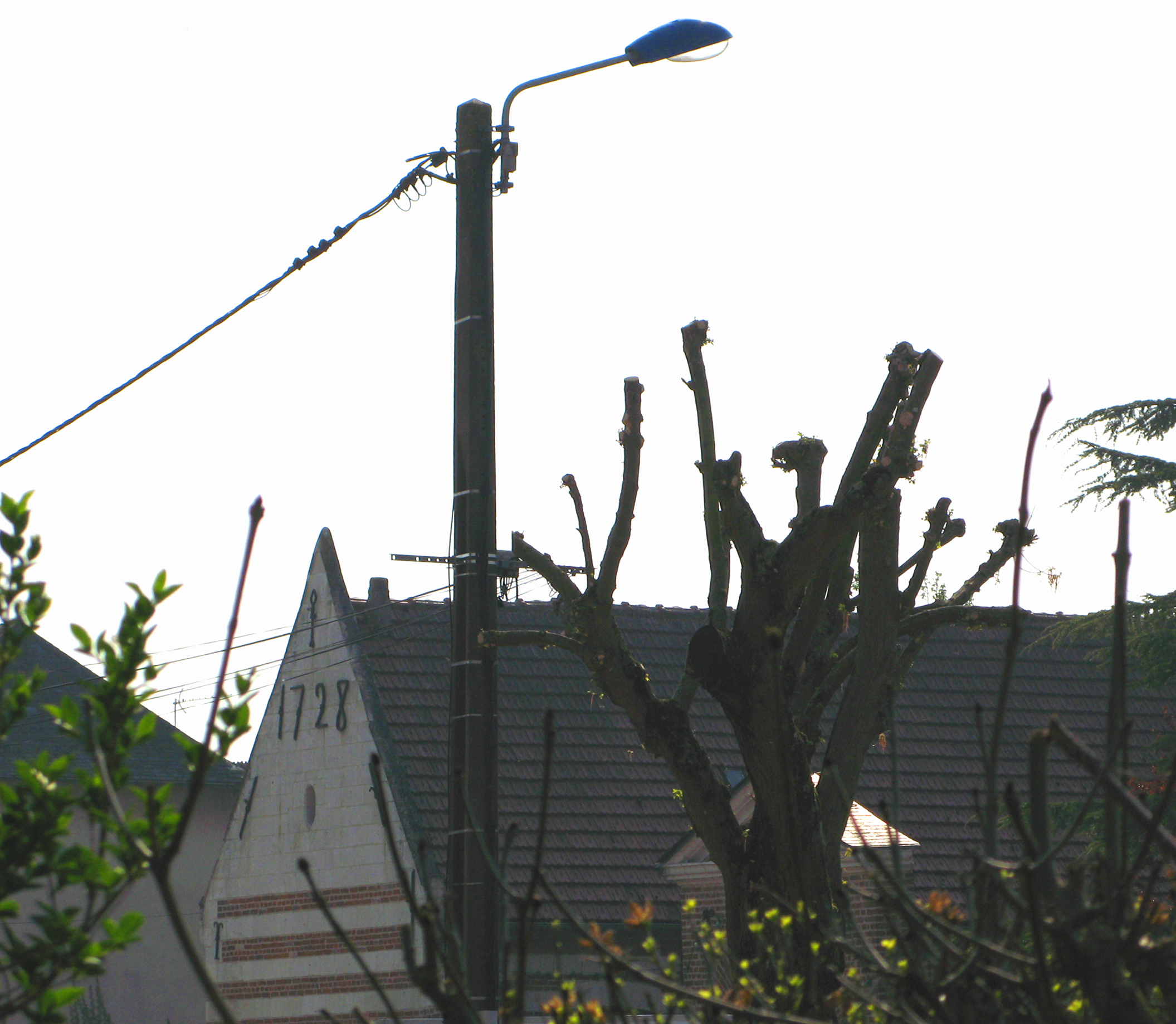
Pignon d'une des deux ailes de l'Hôtel-Dieu.
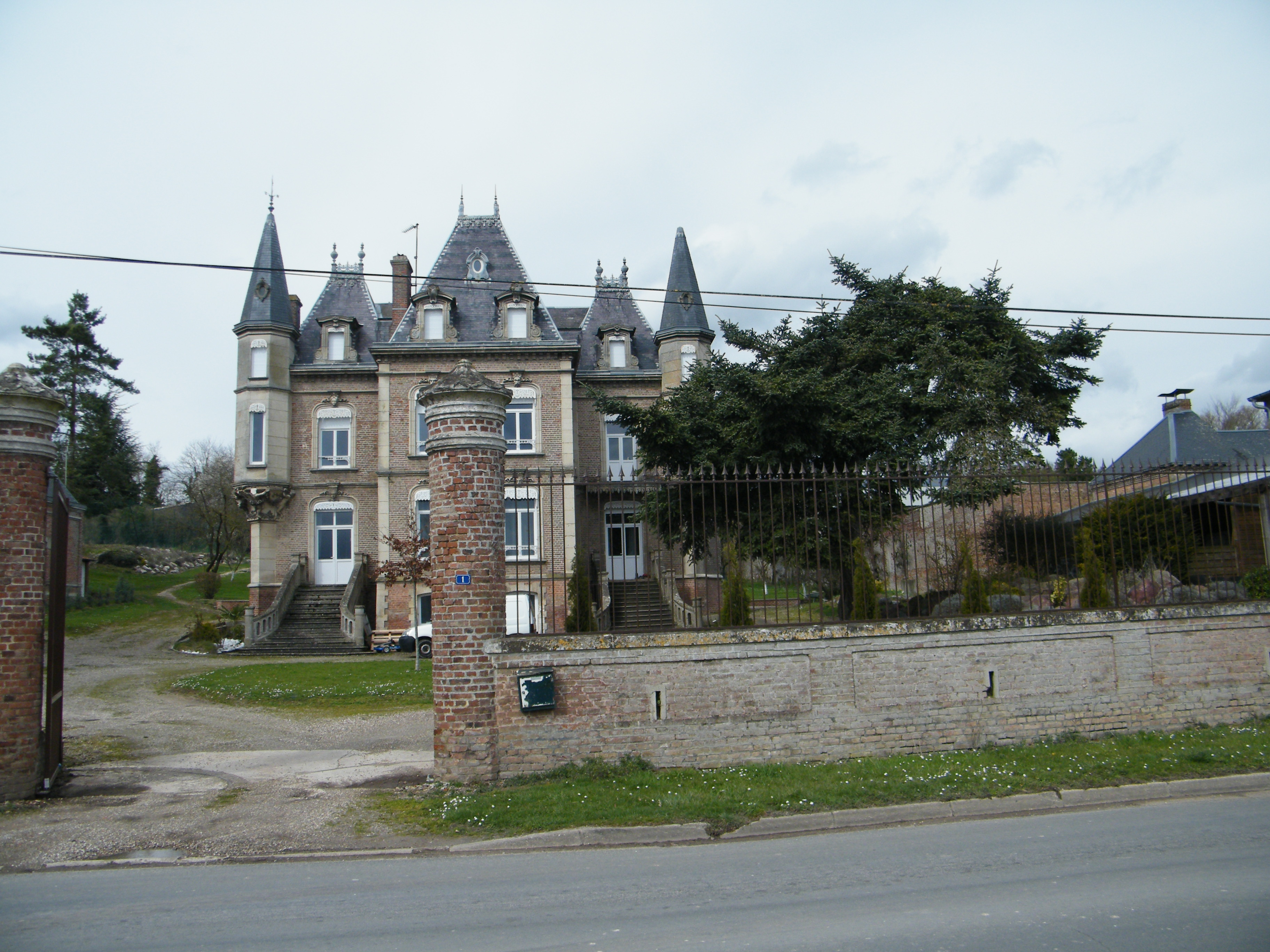
Maison de maître.

#### Monuments commémoratifs
- Monument à la mémoire du capitaine  Charles N'Tchoréré et des combattants africains de l'armée française
Ayant la forme d'un simple mur blanc, il porte cette dédicace :

- Monument à la mémoire du 53e régiment d'infanterie coloniale mixte sénégalais
Situé en face de la mairie, il a la forme d'un menhir de granit gris. Ce monument rappelle le cruel bilan humain des combats d'Airaines de juin 1940 et le rôle joué par le 53e RICMS lors de ces journées.

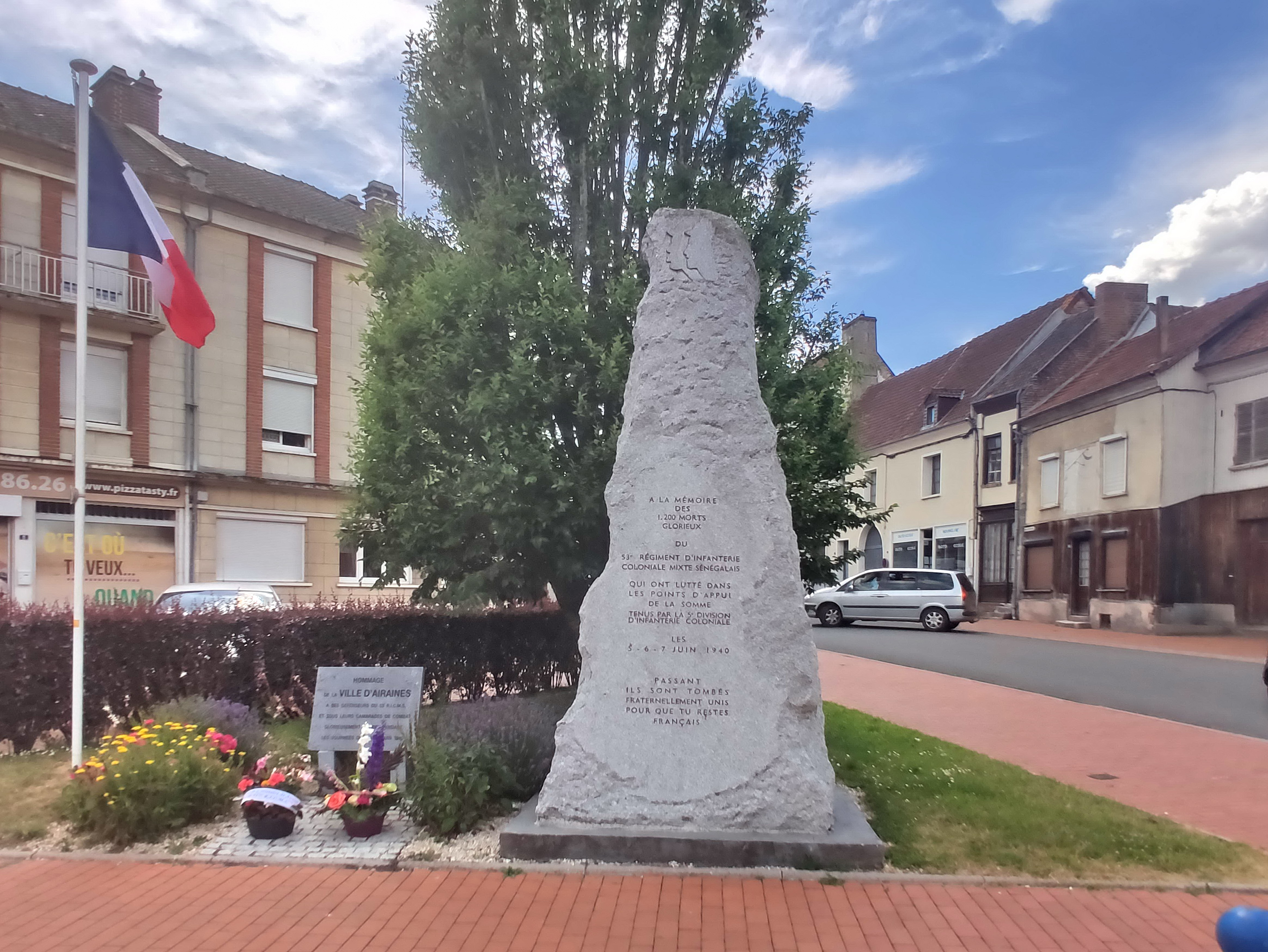
Monument au 53e régiment d'infanterie coloniale mixte sénégalais.

#### Ancienne voie de chemin de fer

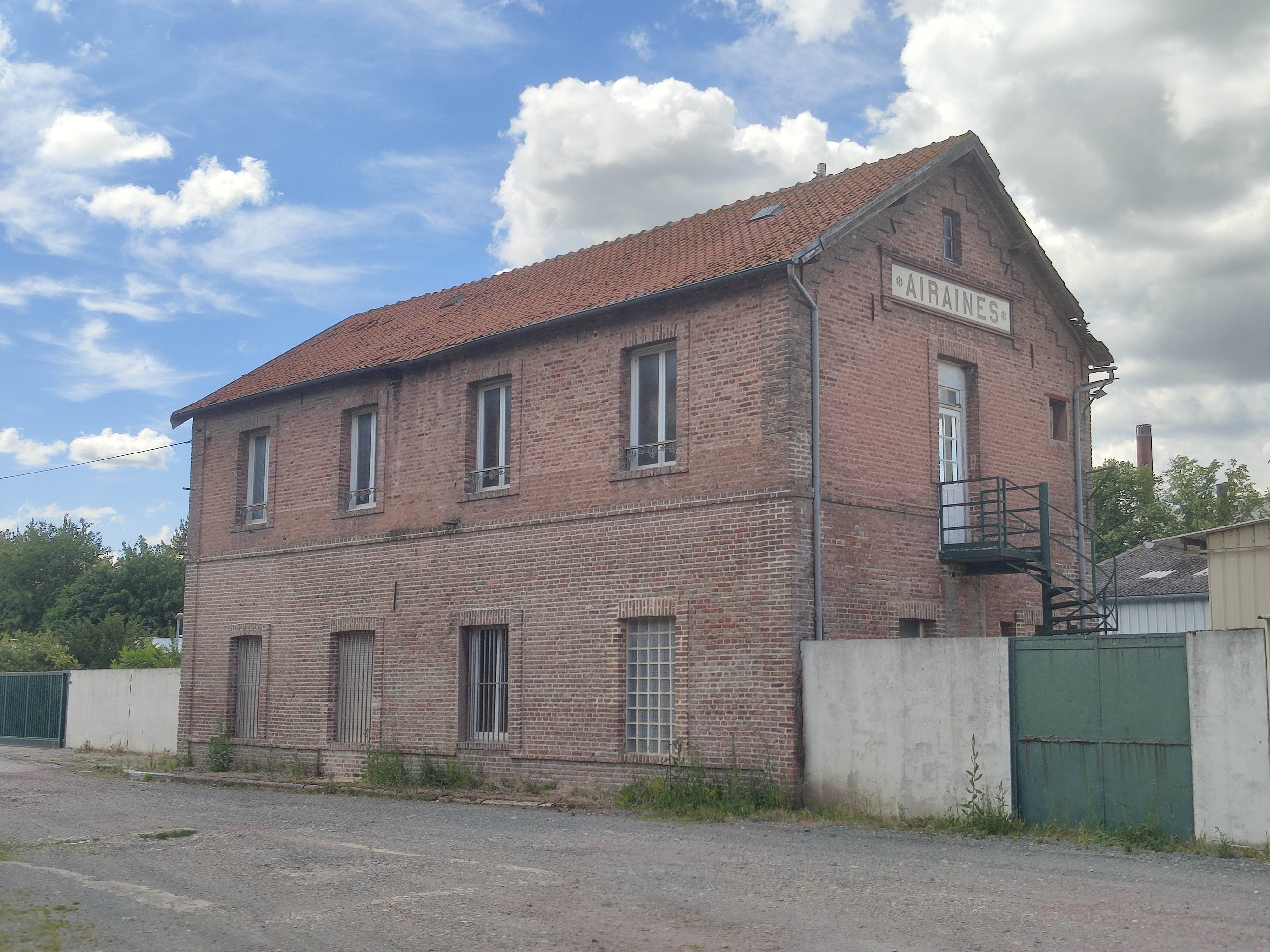
L'ancienne gare en 2019.

De nos jours, la ligne de Canaples à Longroy - Gamaches n'existe plus. Cette ligne faisait essentiellement du trafic fret en desservant les coopératives agricoles, mais aussi quelques voyageurs.
La gare d'Airaines se situait au point kilométrique (PK) 6,875 depuis la gare de Longpré-les-Corps-Saints, non loin de la coopérative, elle était la plus importante de la ligne.
La ligne, à voie unique, a été ouverte le 9 mai 1872 et déclassée le 10 novembre 1993 et desservait :
Longpré-les-Corps-Saints – Bettencourt-Rivière – Airaines – Allery – Wiry-au-Mont – Forceville – Oisemont – Cerisy-Buleux – Martainneville-Saint-Maxent – Vismes-au-Val – Maisnières – Gamaches – Longroy-Gamaches.

### Personnalités liées à la commune
- Alexis-Henri Fissot (1843-1896), pianiste, organiste et compositeur.
- Charles N'Tchoréré (1896-1940), capitaine, avec les hommes du 53e RICMS, défenseur de la commune lors de l'avancée des troupes allemandes. Il a été assassiné par l'armée allemande pour être un officier français noir.

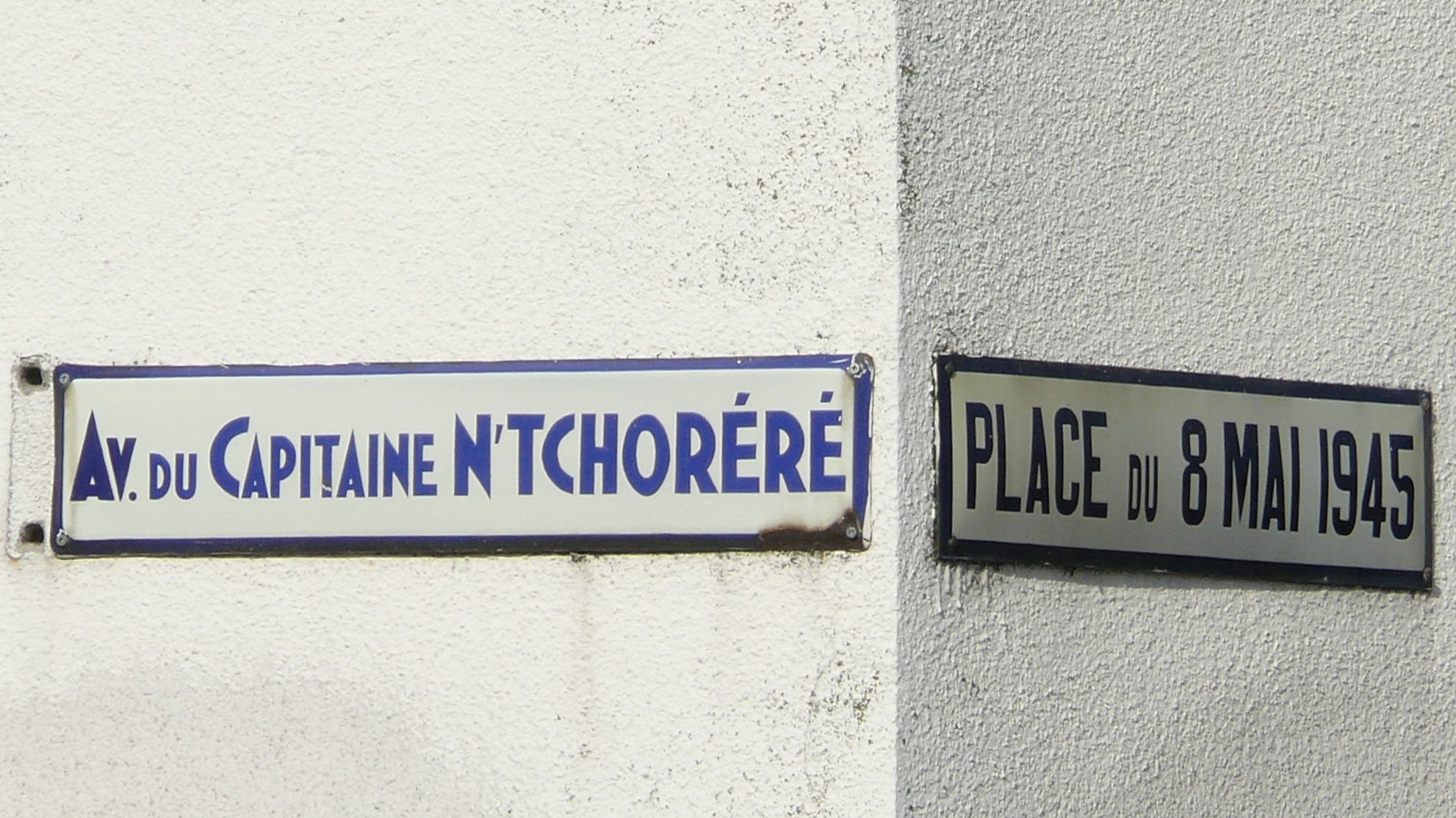
Plaque de l'avenue du Capitaine-T'Choréré à Airaines.

### Airaines dans les arts et la culture
Airaines est citée dans le poème de Louis Aragon, Le Conscrit des cent villages, écrit comme acte de Résistance intellectuelle de manière clandestine au printemps 1943, pendant la Seconde Guerre mondiale.

### Héraldique
| Blason de Airaines | Blason  | De gueules à l'aigle d'argent accompagnée de huit fleurs de lis en orle Ornements extérieursCroix de guerre 1939-1945 avec étoile de vermeil : Citation à l'ordre du corps d'armée du 11 novembre 1948 : « commune martyre qui a témoigné, au cours de la guerre 1939-1945, d'un patriotisme exemplaire. Théâtre de violents combats soutenus par la 5e D.I.C. du 5 au 7 juin 1940, a été aux trois-quarts détruite. A la Libération s'est remise courageusement au travail faisant preuve des plus belles qualités françaises |
| Blason de Airaines | Détails | Les armoiries de la commune d'Airaines sont connues depuis le XVIe siècle. Elles figurent sur un manuscrit de 1507 conservé aux Archives nationales. Le statut officiel du blason reste à déterminer. |

## Pour approfondir